# Impressionismo

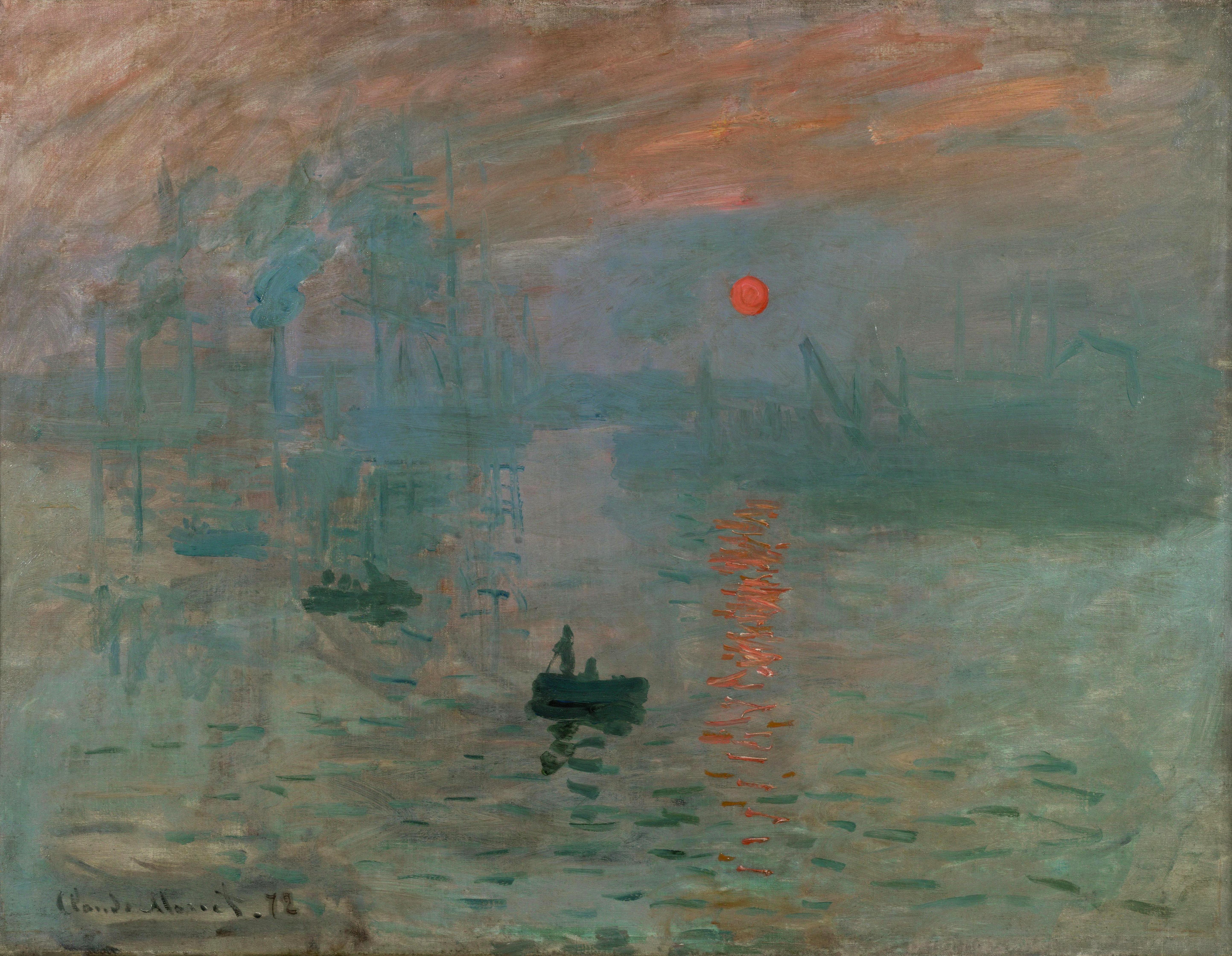
Claude Monet, Impression, soleil levant, 1872, olio su tela; Parigi, Musée Marmottan Monet).

L'Impressionismo è un movimento artistico sviluppatosi in Francia, a Parigi, nella seconda metà dell'Ottocento.
Il gruppo degli impressionisti si formò negli anni Sessanta, con la nascita di una società di artisti indipendenti. Dopo aver provocato scandali e subìto rifiuti dal Salon, i giovani artisti decisero di unire le forze per organizzare mostre indipendenti. Quest’idea si materializzò nel 1874, in una mostra a Parigi, in cui vennero riunite molte opere. Il termine "impressionismo" nacque da un’affermazione del critico d’arte Louis Leroy a proposito dell’opera di Claude Monet Impression, soleil levant del 1872. Il critico non apprezzò l'opera esposta perché gli dava un senso di incompiutezza e inventò la parola in chiave ironica. Gli impressionisti subirono delle critiche da parte della stampa e del pubblico, che permise loro di realizzare le prime mostre.
L'impressionismo iniziò ad essere accettato a partire dal 1880, grazie al sostegno del governo. Il mercante Paul Durand-Ruel svolse un ruolo cruciale nel sostegno e nella diffusione dell'Impressionismo. Dal 1886, grazie alla pittrice Mary Cassatt, le opere impressioniste fecero il loro ingresso negli Stati Uniti dove ottennero un grande successo, portando allo sviluppo di scuole impressioniste fuori dalla Francia. Gli anni 1890 videro la dispersione del gruppo.

## Storia

### Premessa
Nuovi stimoli vennero anche dall'Esposizione universale di Parigi del 1889, dove trovò sfogo l'interesse per l'arte esotica, in particolare quella giapponese e quella cinese. Hokusai e la scuola Ukiyo-e rappresentavano scene di vita quotidiana molto vicine al realismo che andava diffondendosi in Francia e in Europa. Già Charles Baudelaire, alcuni anni prima, aveva distribuito agli amici delle stampe giapponesi, che presto divennero una moda e furono apprezzate e acquistate anche dai pittori impressionisti. Si deve però ricordare che, nonostante l'allontanamento dalla tradizione, essa restava il punto fermo delle opere dei grandi artisti del passato, custodite al Louvre.
Infine, importanti novità vennero dalle scoperte della scienza, come la macchina fotografica e le Leggi sull'accostamento dei colori di Eugène Chevreul: queste furono alla base della teoria impressionista sul colore, che suggeriva di accostare i colori senza mescolarli, in modo tale da ottenere non superfici uniformi ma "vive" e in movimento. Un'altra importante invenzione fu il tubetto di colore che consentiva agli artisti di poter spostarsi ed immortalare dal vivo i propri soggetti. Prima i pittori dovevano creare i colori tramite polveri di pigmento e quindi erano costretti a rimanere fermi nei loro laboratori dando ai quadri un'illuminazione artificiale che rendeva il quadro poco realistico.

### 1859-1874: gli inizi

#### Pre-impressionismo

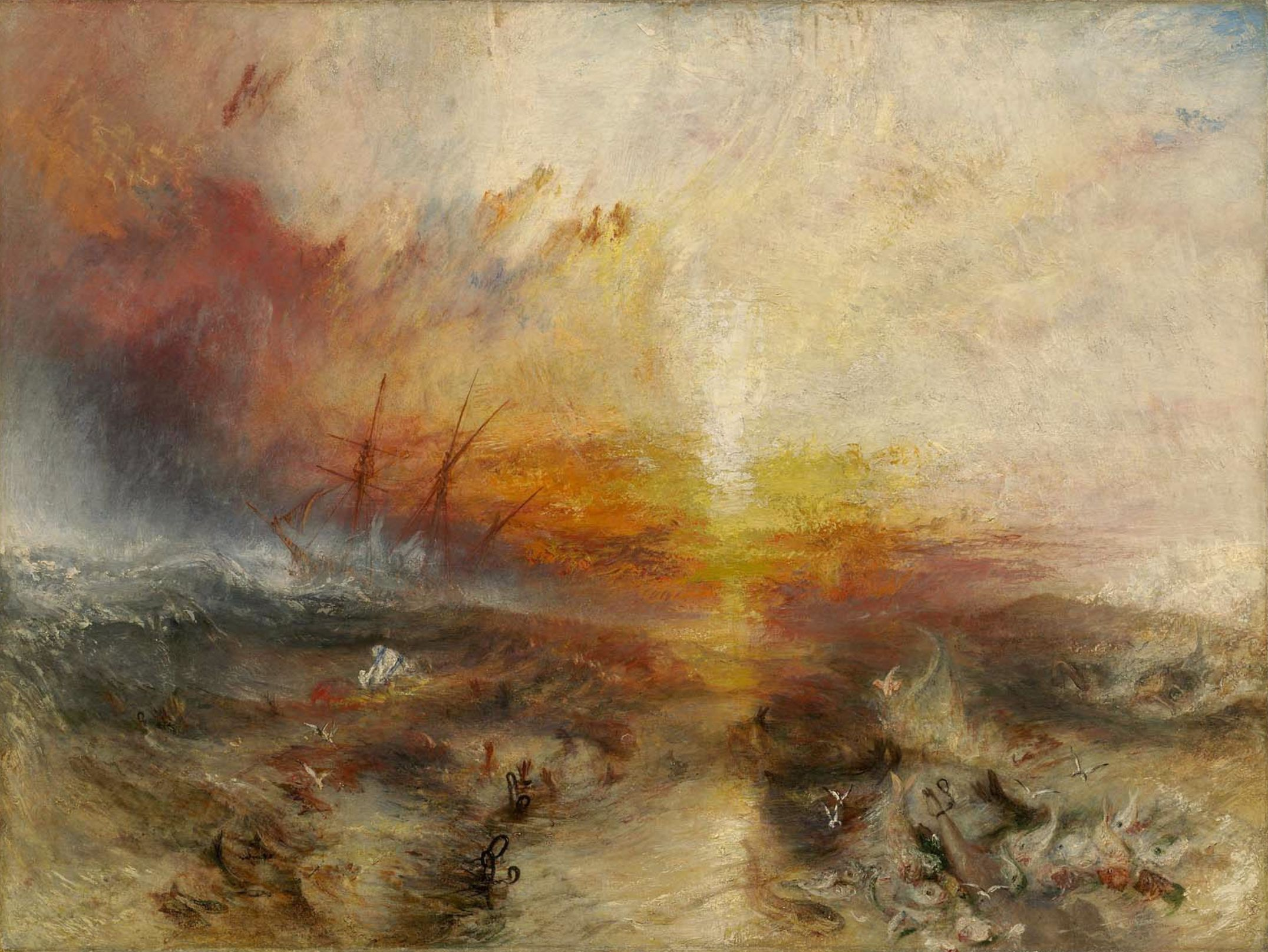
William Turner, The Slave Ship (1840), olio su tela. L'opera, inquadrabile nel pre-impressionismo, è ispirata dal massacro della Zong

Fondamentali per la nascita dell'Impressionismo furono le esperienze del Romanticismo e del Realismo, che avevano rotto con la tradizione, introducendo importanti novità: la negazione dell'importanza del soggetto, che portava sullo stesso piano il genere storico, quello religioso e quello profano; la riscoperta della pittura di paesaggio; il mito dell'artista ribelle alle convenzioni; l'interesse rivolto al colore piuttosto che al disegno; la prevalenza della soggettività dell'artista, delle sue emozioni che non vanno nascoste o camuffate, con rapidi colpi di spatola, creando un alternarsi di superfici uniformi e irregolari, che divenne il punto di partenza per le ricerche successive degli impressionisti.
Per la storica dell'arte Sophie Monneret, il termine pre-impressionismo "si applica al modo, suggestivo, abbozzato, che in molti artisti prelude più o meno direttamente alla tecnica impressionista". Una prima significativa rottura con il passato nella paesaggistica risale ai pittori inglesi John Constable e William Turner, che rinunciarono alla rappresentazione di paesaggi romantici e adottando la semplicità il primo e l'istantaneità il secondo, aspetti che successivamente caratterizzarono i lavori degli impressionisti; la scomparsa del disegno a favore del colore, elemento distintivo di alcune tele di Turner, si riscontrerà in particolare in Claude Monet. Nella seconda metà dell'Ottocento, gli artisti europei moderni cercavano generalmente di rappresentare la luce e di dipingere all'aperto (si dirà en plein air), come dimostra il caso del gruppo italiano dei Macchiaioli, contemporanei degli impressionisti con i quali entrarono più volte in contatto tramite Edgar Degas.

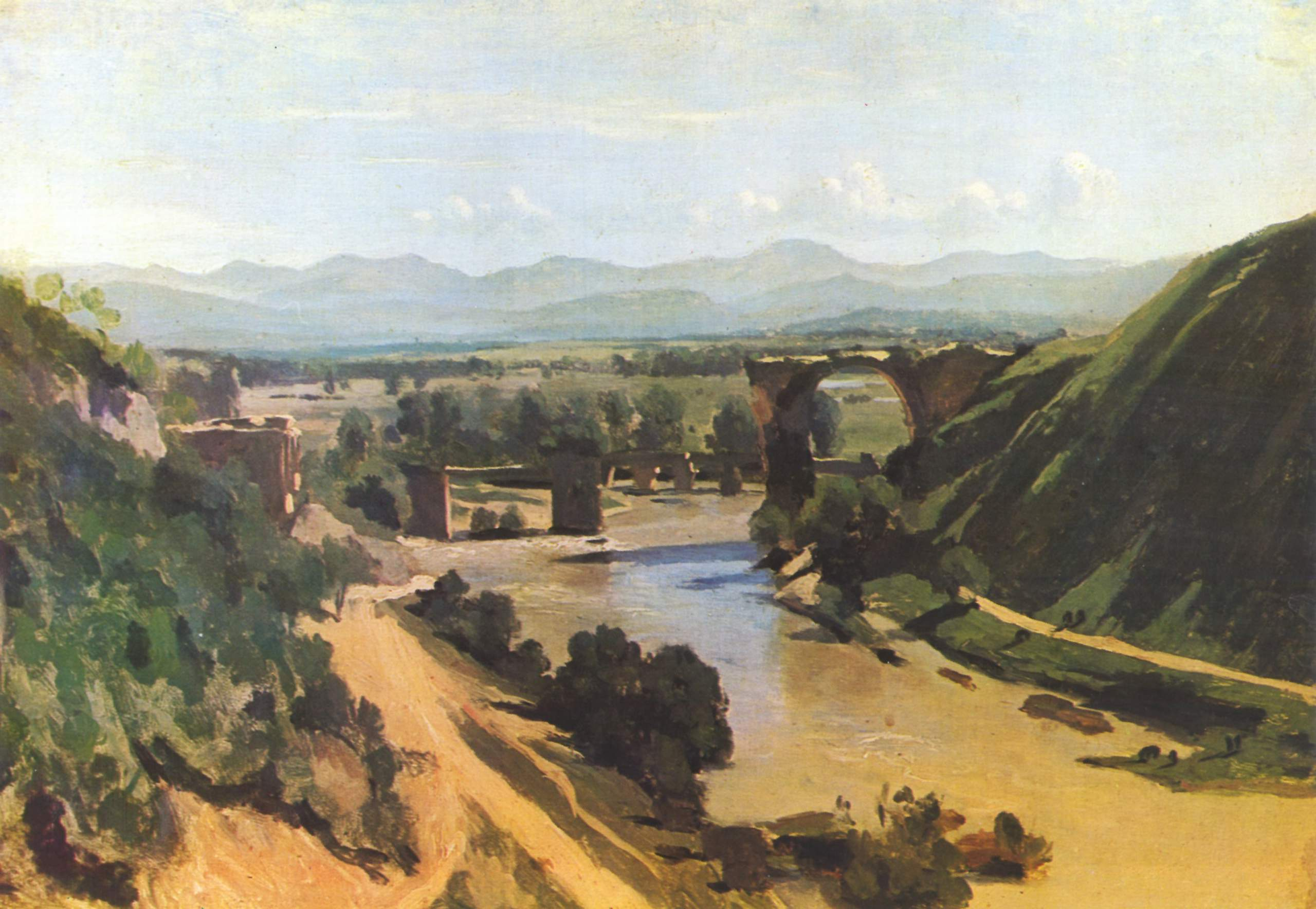
Camille Corot, Ponte di Narni (1826); olio su tela, museo del Louvre, Parigi

In Francia anche i paesaggi dipinti da Camille Corot ruppero con la tradizione, tanto che furono rifiutati al Salon del 1843. Egli fu poi direttamente legato agli impressionisti, dando lezioni alle sorelle Berthe e Edma Morisot e a Camille Pissarro negli anni 1860, facendo sentire la sua influenza in tutto il gruppo. Anche lo stile innovativo di Eugene Delacroix è riconducibile al pre-impressionismo, grazie al suo modo di creare atmosfere nei suoi quadri e al suo tocco diviso. Gli impressionisti fecero riferimento anche ad alcuni paesaggisti della generazione precedente, tra cui Théodore Rousseau e Jean-François Millet, pittori della scuola di Barbizon dai colori accesi e dal tocco rapido, la cui influenza è visibile nei primi dipinti che i futuri impressionisti esposero al Salone.
Tre pittori, attraverso i loro legami diretti con questi giovani artisti, portarono il pre-impressionismo alla fine del suo sviluppo: Eugène Boudin, Johan Jongkind e François Daubigny. I primi due, in particolare, insegnarono a Claude Monet, il terzo divenne uno stenuo difensore del movimento impressionista.

#### I futuri impressionisti e ilSalon

Gustave Courbet, L'atelier del pittore. Il realismo di Courbert influenzò gli impressionisti

Nel decennio che va dal 1860 al 1870, i vari artisti che componevano il gruppo impressionista erano intenzionati ad esporre al Salon, un'esposizione biennale di arte che si teneva al Louvre di Parigi, considerato l'unico modo per farsi conoscere. Si può ritenere come data fondamentale l'anno 1859, con l'arrivo a Parigi di Claude Monet e il ritorno di Edgar Degas, le prime proposte accettate di Pissarro al Salon, e quelle rifiutate di Manet, Henri Fantin-Latour e James Whistler. Gustave Courbet, influente maestro dei realisti e appassionato di pittura all'aria aperta, non vi espose. Tuttavia, egli è ampiamente citato dalla critica che lo indica sia come il responsabile della mediocrità della pittura coeva, sia come un artista innovativo, in particolare secondo alcuni critici che successivamente sostennero gli impressionisti, come Émile Zola e Zacharie Astruc. In generale, la critica ritiene che il Salon del 1859 segni il declino della pittura storica, sostituita dal paesaggio e dalla scena di genere. Per Jules-Antoine Castagnary è nel paesaggio in cui si devono scorgere i segni di una “nuova rivoluzione” che succederà al Romanticismo. Tra i paesaggisti più celebri vi furono Camille Corot, François Daubigny e Théodore Rousseau. Degas e Monet, entrambi visitatori del Salon, condivisero le loro impressioni con i loro mentori: Gustave Moreau per il primo, Eugène Boudin per il secondo. Degas espresse la sua nuova ammirazione per Delacroix, non condivisa da Monet, più interessato a Constant Troyon e soprattutto a Daubigny.

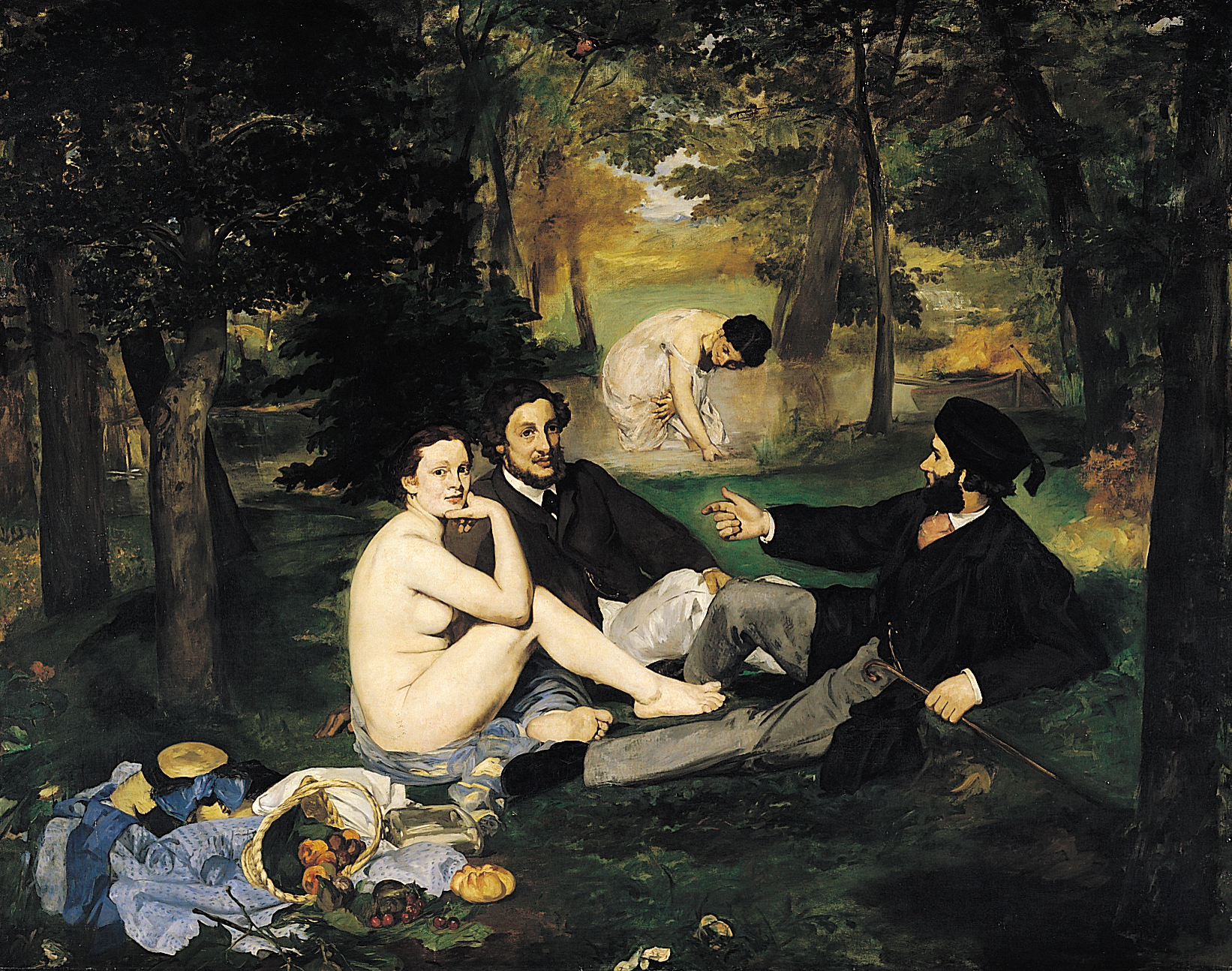
Édouard Manet, Colazione sull'erba, 1863.

Nel 1859, quelli che sarebbero poi diventati il gruppo degli impressionisti non si conoscevano, tranne Fantin-Latour e Whistler. Il gruppo si formò solo a partire dall'anno successivo: Degas, Manet, Fantin-Latour e le sorelle Morisot si incontrano al Louvre; Pissarro, Guillaumin e Cézanne si incontrarono all'Accademia Svizzera nel 1861; dal 1862, Monet, Bazille, Renoir e Sisley studiarono insieme nello studio di Charles Gleyre, già maestro di Whistler.
La prima vera e propria apparizione di un'opera impressionista fu nel 1863, anno della morte di Delacroix, quando ancora non si parlava di questa corrente artistica, presso una mostra inaugurata da Napoleone III: il Salon des Refusés. Lo scopo di questa esposizione era dare spazio a tutti quegli artisti che si distaccavano dalle Belle Arti Accademiche. Tra gli artisti che parteciperanno, vi fu anche Édouard Manet con Le déjeuner sur l'herbe (Colazione sull'erba) che provocò uno scandalo tale da essere definito immorale in quanto presentava un nudo realistico in contrapposizione ai nudi mitologici frequenti al tempo. Due anni più tardi, lo stesso Manet urtò nuovamente l'opinione pubblica con Olympia, in cui ritrasse una prostituta, facendolo diventare il capofila del modernismo e personalità di spicco all'interno del gruppo di Batignolles.

#### Il gruppo Batignolles

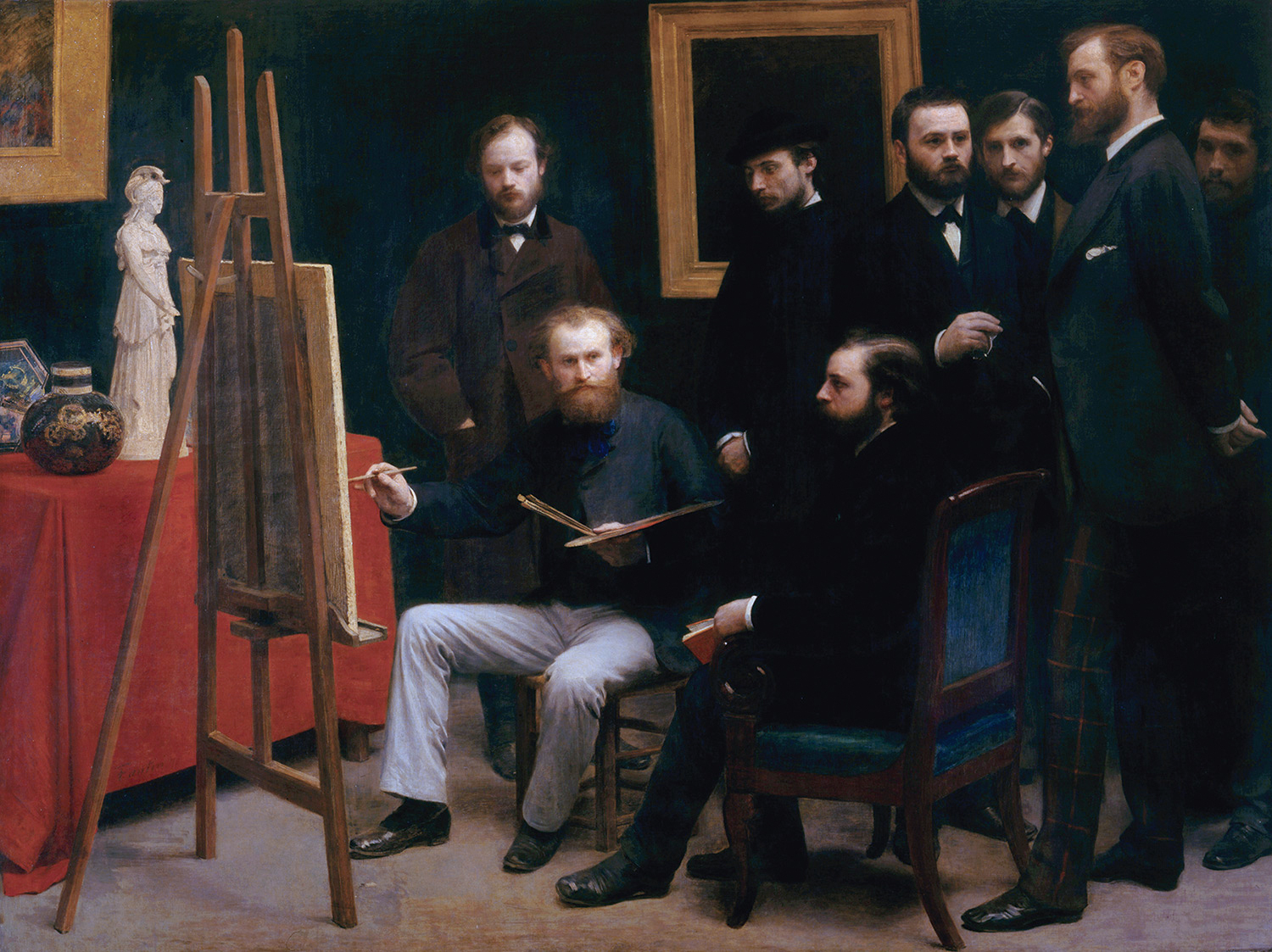
Henri Fantin-Latour, L'Atelier des Batignolles, 1870.

Dal 1866, diversi artisti e personalità legate al mondo dell'arte si incontravano regolarmente al caffè Guerbois, nella Grande-Rue-des-Batignolles di Parigi. A questo gruppo, di cui Manet era l'elemento predominante, parteciparono i futuri impressionisti, i critici e gli scrittori (oltre a Zola, Zacharie Astruc, Louis Edmond Duranty, Paul Armand Silvestre), pittori (Constantin Guys, Adolphe Monticelli, Alfred Stevens, Carolus-Duran), e altre personalità (in particolare il fotografo Nadar, nel cui studio avrà luogo la prima mostra impressionista, o il collezionista Ernest Hoschedé). Qui, giovani artisti si arricchiscono vicendevolmente grazie alle loro diverse origini e i loro rispettivi modelli di riferimento, difendendo le proprie influenze internazionali in opposizione alla pittura “nazionale” promossa dall'Académie des beaux-arts.
Nel 1867, di fronte alla severità della giuria del Salon nell'accettare le opere, venne firmata una petizione da Cézanne, Renoir, Bazille e Pissarro che chiedeva l'organizzazione di un nuovo Salon des Refusés, senza tuttavia ottenere successo. Manet, dopo che gli erano stati rifiutate le proprie tele, allestì un padiglione presso l'esposizione universale che si teneva in città nello stesso anno, nei pressi di Pont de l'Alma. Il gruppo di Batignolles decise quindi di affittare una sala per organizzare la propria mostra, con il sostegno di Courbet, Camille Corot, Narcisse Diaz e François Daubigny, idea che portò nel 1874 alla prima mostra impressionista. Nel 1868 la giuria fu più clemente e i giovani artisti, eccetto Cézanne, furono accettati al Salon.

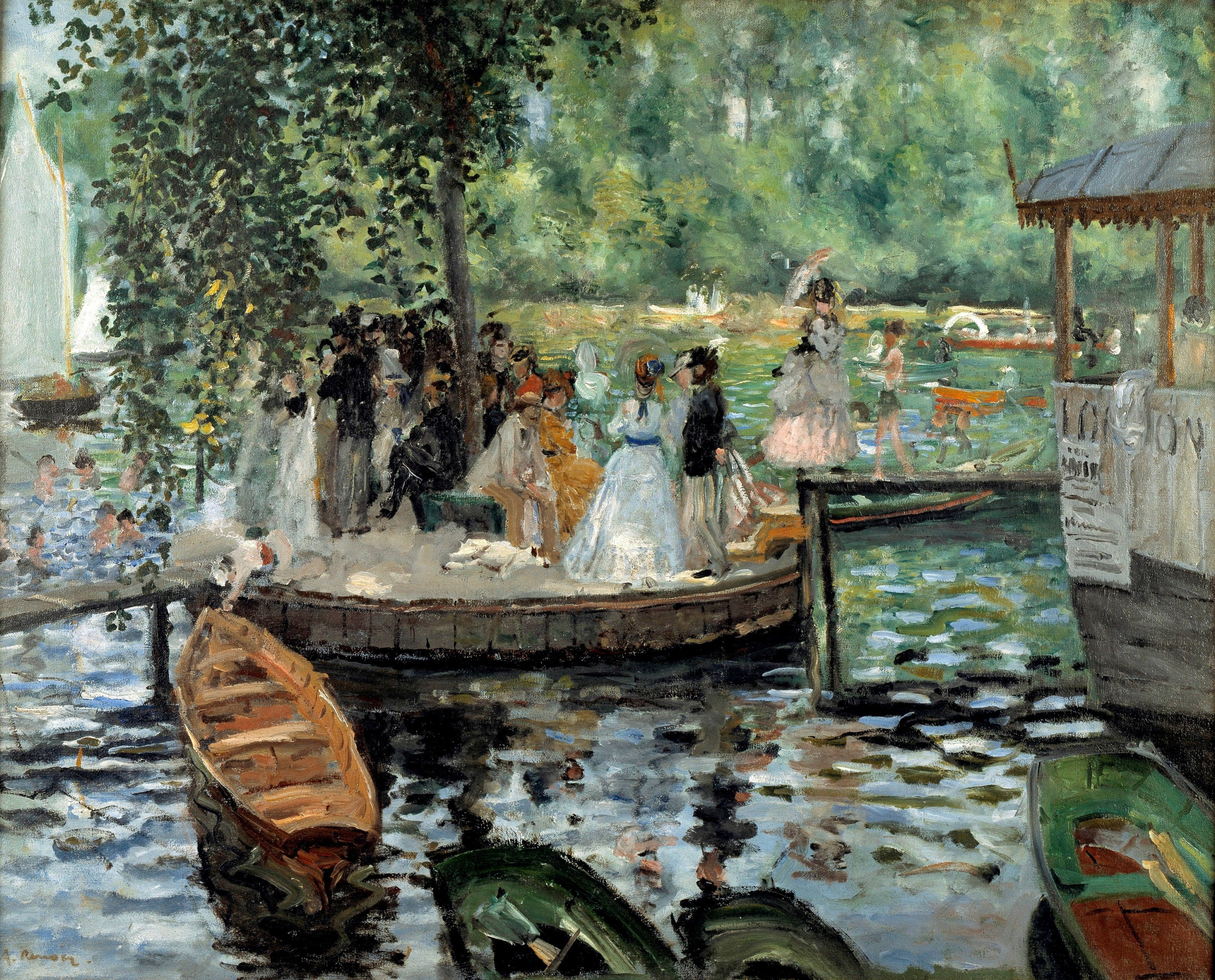
Auguste Renoir, La Grenouillère.

Per descrivere le opere di questi pittori modernisti, il termine "impressione" venne ampiamente utilizzato dalla critica, sia per loro sia per altri artisti che, tuttavia, non facevano parte del gruppo. Alla fine degli anni 1860, le tele del gruppo di Batignolles divennero più luminose e il tocco del loro pennello più leggero, imitando l'acquerello, una tecnica sempre più in voga. Diversi dipinti di Renoir e Monet del 1869 vennero realizzati a La Grenouillère, un luogo molto ambito dalla borghesia parigina sulle rive della Senna, anticipando chiaramente l'impressionismo degli anni 1870. Il nome "scuola di Batignolles" apparve al Salon del 1870, dove vennero esposte la Lezione di musica di Manet, l'Odalisca di Renoir, la Lettura di Morisot, Madame Camus in rosso di Degas e Vedute del Canal Saint-Martin in inverno di Sisley.

#### Conseguenze della guerra del 1870
La guerra franco-prussiana del 1870-1871 ebbe conseguenze significative anche per il gruppo: Jean-Frédéric Bazille morì in combattimento, Manet, Degas e Renoir partirono come reclute, Pissarro e Monet dovettero andare in esilio a Londra. Il mercante d'arte Paul Durand-Ruel, anch'egli rifugiato a Londra, incontrò poi Monet grazie a Daubigny e così, tra il 1870 e il 1874, la sua galleria londinese ospitò già opere del gruppo di Batignolles accanto ai paesaggisti della Scuola di Barbizon, in sette mostre. Nel 1872 acquistò le sue prime opere da Monet, e successivamente da Degas, Pissarro, Sisley, Renoir e Manet.
Dopo la guerra, il gruppo non riuscì a ritrovare subito la sua unità: Degas partì con la sua famiglia per New Orleans, Sisley andò in crisi, diversi artisti legati alla Comune di Parigi non trovarono la tranquillità necessaria per dipingere mentre i dintorni di Parigi dove amavano dipingere erano distrutti. Renoir e Guillaumin furono rifiutati al Salon del 1870, mentre Monet, Pissarro e Sisley non si presentarono più a nessun Salon dopo la fine della guerra, nonostante l'organizzazione di un nuovo Salon des Refusés nel 1873, preferendo portare avanti un proprio progetto, che vedrà la luce nel 1874.

### 1874-1879: affermazione e critica

#### La mostra del 1874

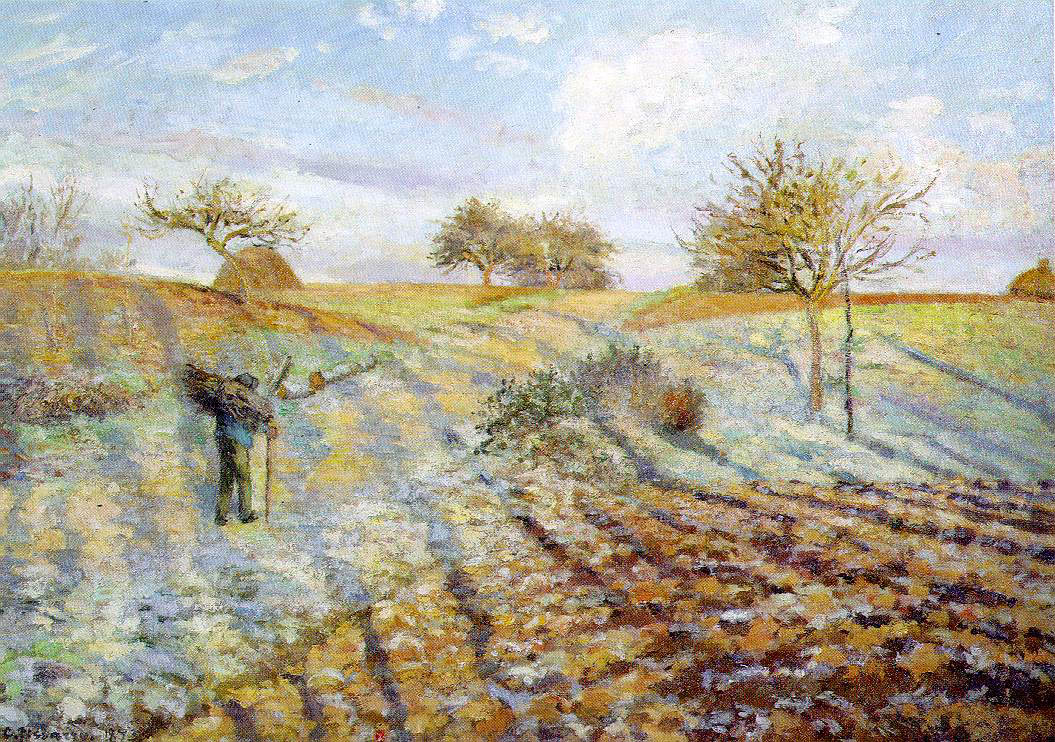
Camille Pissarro, Gelée blanche, 1873.

Il progetto di una mostra collettiva si concretizzò dal 15 aprile al 15 maggio 1874, volontariamente in concomitanza con il Salon, dopo che Ernest Hoschedé aveva venduto con successo nel gennaio dello stesso anno diversi dipinti del gruppo di Batignolles. La mostra venne organizzata dall'effimera Société anonyme des artistes peintres, sculpteurs et graveurs ("Società di pittori, scultori e incisori"), nello studio del fotografo Nadar, prestigiosa location sul Boulevard des Capucines, a Parigi. Tale iniziativa ebbe lo scopo di presentare gli artisti moderni in senso lato, la cui scelta non fu unanime: Degas voleva proporre la partecipazione di artisti di ogni parte, mentre Monet voleva rifiutare coloro che avevano fatto concessioni pur di esporre al Salon ufficiale. Alla fine emerse un compromesso e si arrivò ad esporre 175 opere di 30 pittori, più o meno d'avanguardia; per la maggior parte di loro fu l'unica mostra cosiddetta “impressionista” a cui parteciparono.
Tra gli artisti che esposero coloro che destarono maggior attenzione nella critica furono Degas, Renoir e Monet. Il dipinto "Impressione, levar del sole" realizzato proprio da Monet, darà il nome al nuovo stile grazie alla penna satirica di Louis Leroy, giornalista de Le Charivari. Tuttavia, la stampa non fu totalmente negativa nei confronti dell'esposizione, come potrebbe suggerire l'esempio di Leroy, bensì fu dalla seconda mostra che gli impressionisti ricevettero le critiche più veementi. La mostra del 1874, pur essendo stata un fallimento commerciale che portò allo scioglimento della Société Anonyme des Artistes Peintres, attirò circa 3 500 visitatori e diede fiducia agli impressionisti nei meriti del loro movimento. La storica dell'arte Sophie Monneret considera questo periodo la “quintessenza” dell'impressionismo.

#### I primi collezionisti

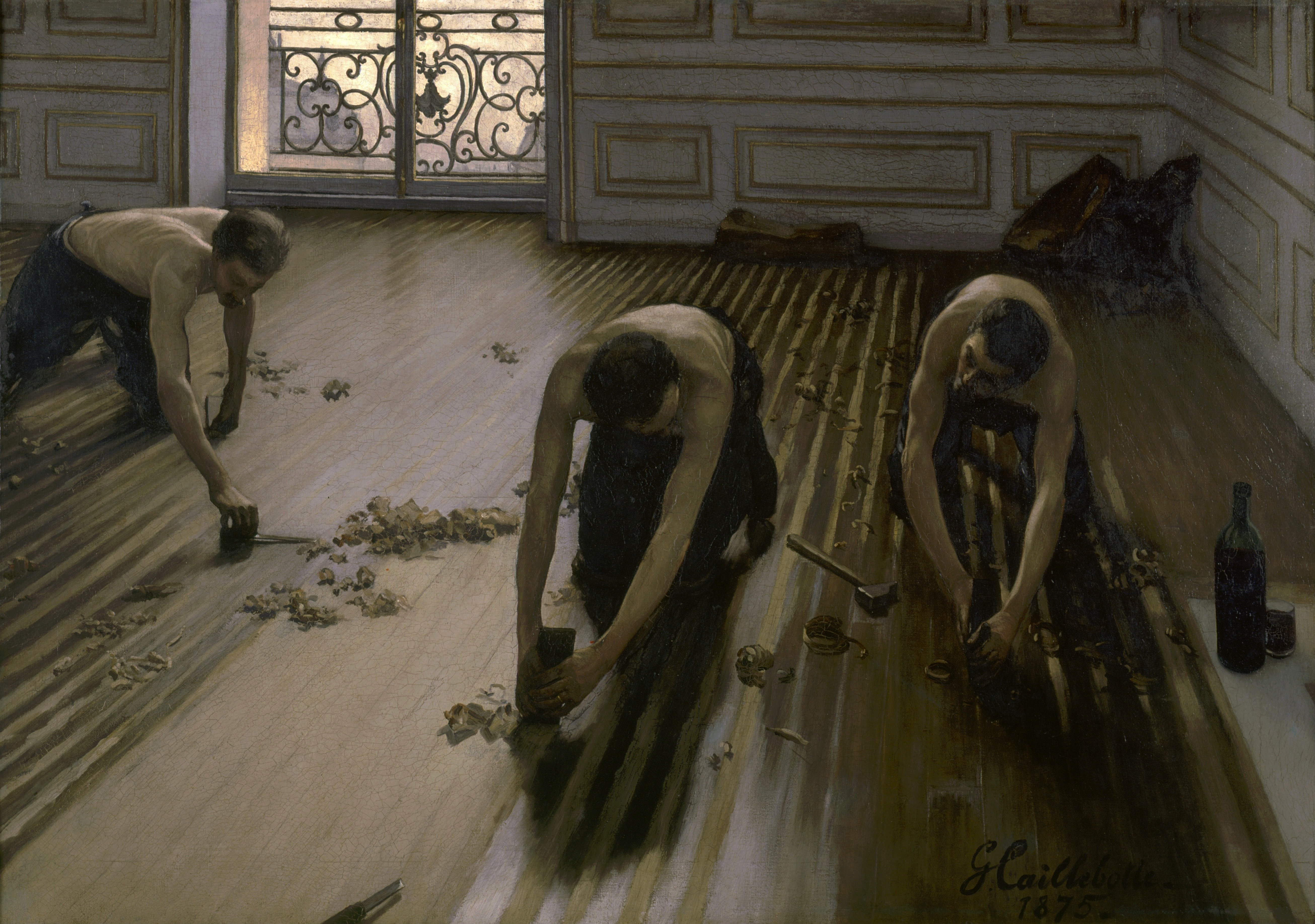
Gustave Caillebotte, I piallatori di parquet, 1875, Parigi, Musée d'Orsay.

Dopo le reazioni contrastanti alla prima mostra, la vendita organizzata il 24 marzo 1875 all'Hôtel Drouot fu desolante: vi fu una sommossa e solo la metà delle opere fu venduta. A causa della recessione economica, Durand-Ruel, tornato a Parigi, decise di non sostenere più attivamente gli artisti e non riprese i suoi acquisti fino al 1881, tuttavia, l'arte moderna iniziò ad interessare i collezionisti che si fecero avanti; tra questi Victor Chocquet, amico di Renoir e Cézanne, iniziò a costruire un'importante collezione da questa data, il baritono Jean-Baptiste Faure, nonché Georges Charpentier, grazie al quale avranno luogo diverse mostre personali (Renoir nel 1879, Manet e Monet nel 1880, Sisley in 1881). Anche sua moglie, dipinta da Renoir due volte, sostenne il gruppo degli impressionisti e li invitò alle sue serate mondane, dove ebbero l'opportunità di incontrare Léon Gambetta, Gustave Flaubert, Joris-Karl Huysmans, i fratelli Jules e Edmond de Goncourt, Alphonse Daudet o Jules Ferry.
Gli aiuti finanziari provenienti dai collezionisti, furono essenziali per l'organizzazione di mostre, soprattutto per le prime; alcuni di loro furono anch'essi pittori: Henri Rouart, che partecipò alle mostre impressioniste dal 1874 al 1886, Gustave Caillebotte dal 1876, Charles de Meixmoron o Auguste de Molins, espositori nel 1874. François Depeaux, industriale di Rouans, collezionò centinaia di dipinti impressionisti, sostenendo il gruppo negli anni 1880.

#### Attacchi dei critici e fiaccatura del gruppo

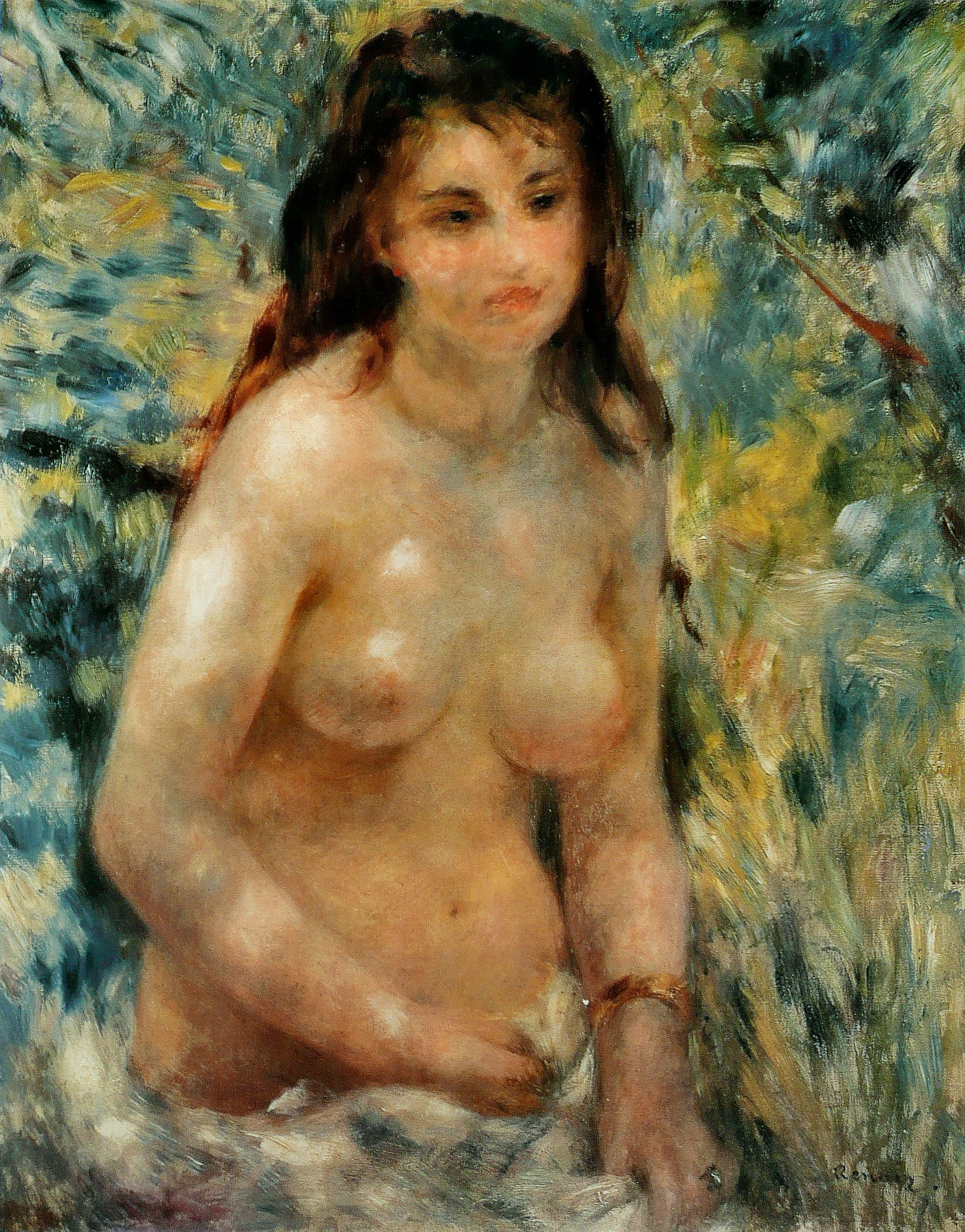
Auguste Renoir, Nudo al sole, Parigi, Musée d'Orsay.

La seconda mostra impressionista ebbe luogo nel 1876 grazie a Paul Durand-Ruel e al sostegno finanziario di Caillebotte; questa esposizione fu caratterizzata da un accentuato radicalismo esternato dal gruppo che aveva adottato ufficialmente il titolo di "impressionisti".  Il critico Louis Edmond Duranty riportò le parole del pittore accademico Eugène Fromentin: "L'aria aperta, la luce diffusa, il sole vero assumono oggi nella pittura un'importanza che non avevano mai avuto e che, francamente, non meritano di avere...". Altri furono anche maggiormente ostili, giudicando il Nudo al sole di Renoir come la rappresentazione della "putrefazione di un cadavere" o di "toni violacei della carne rancida". Le critiche allo stile furono solo un aspetto sottolineato dai commentatori che trattarono gli impressionisti come dei pazzi o come comunardi in un contesto di diffidenza nei confronti dei modernisti, soprattutto dopo la condanna di Courbet per la sua partecipazione alla Comune. Negli anni successivi alla mostra, Durand-Ruel scampò per un pelo alla rovina e non poté più vendere con il suo nome; Ernest Hoschedé, fallito nel 1878, dovette vendere decine di opere in perdita; gli artisti che avevano partecipato mostre impressioniste furono banditi dal Salonì del 1877, deludendo coloro che speravano ancora in un riconoscimento ufficiale, come Cézanne, che non parteciperà più a nessuna mostra impressionista. L'intransigenza mostrata dalle grandi personalità del movimento agli inizi non resse di fronte alle pressioni politiche, alla perdurante importanza del Salon e alle difficoltà finanziarie. Così Renoir e Sisley non parteciparono alla terza mostra del 1879, Monet disertò la quarta del 1880 e alla quinta dell'anno seguente che venne evitata anche da Caillebotte, Renoir e Sisley. Questi preferirono tornare al Salon, profondamente trasformato e liberalizzato dal governo di Gambetta.

### 1880-1886: accettazione politica e stilistica

#### Impressionismo e Terza Repubblica

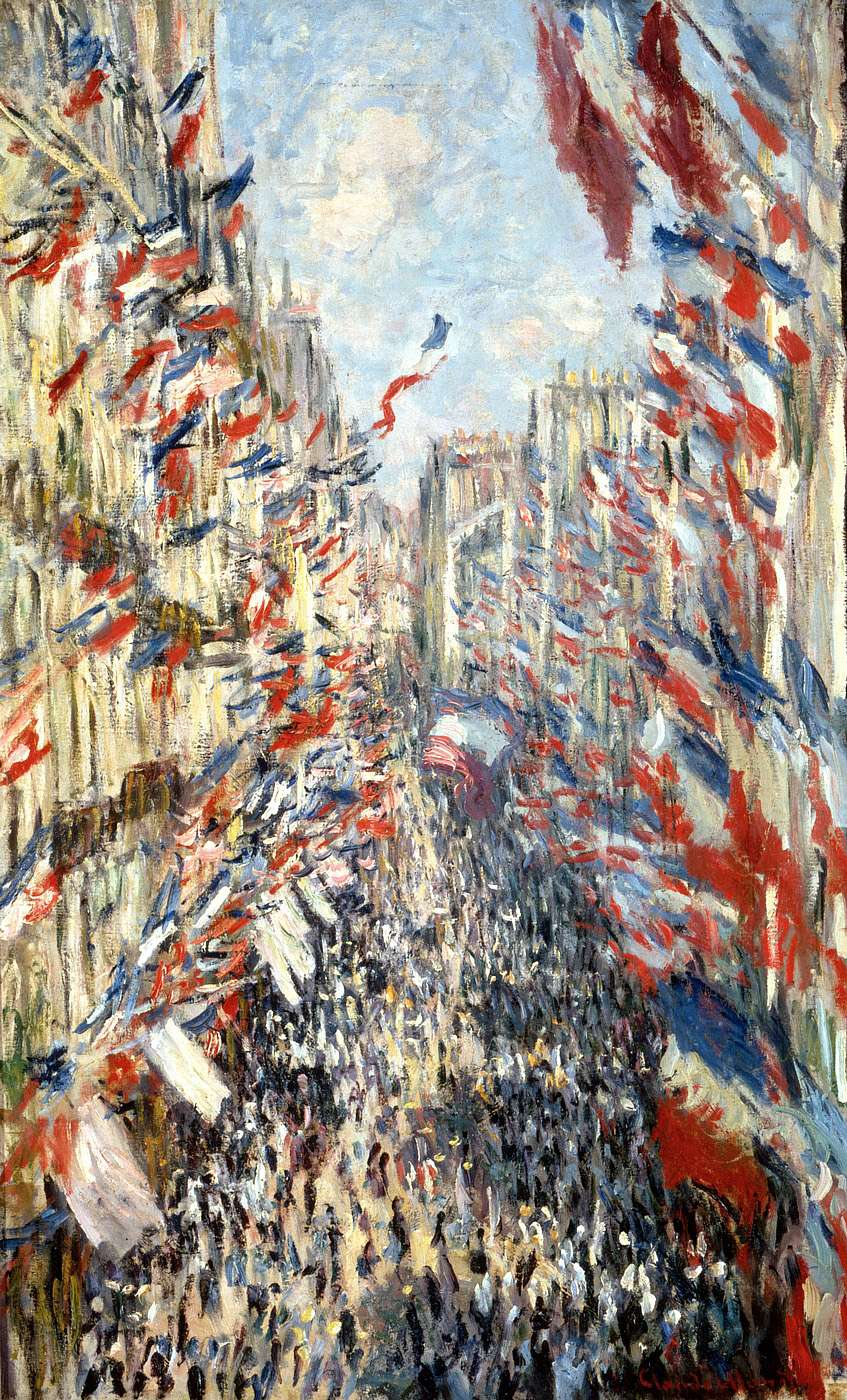
Claude Monet, La rue Montorgueil, 1878, Parigi, Musée d'Orsay.

Negli anni 1880 emersero differenze all'interno del gruppo: Renoir e Sisley si uniformarono alla tradizione pittorica, così come Monet per mancanza di denaro; al contrario, le difficoltà finanziarie non preoccupavano Degas e Cézanne che poterono continuare ad innovare, mentre Pissarro, il più anarchico del gruppo, restò il più intransigente nei confronti del Salon e del nuovo contesto commerciale che si stava configurando. Allo stesso tempo, sostenuto da diversi critici, ma soprattutto dal nuovo governo di Gambetta, l'impressionismo iniziò progressivamente ad affermarsi nel contesto pittorico francese. Gli accenti repubblicani in alcuni dipinti di Monet, come La rue Montorgueil, furono apprezzati e il nuovo regime politico della terza repubblica francese lavorò a favore dei pittori moderni: Jules-Antoine Castagnary e Antonin Proust, amici e sostenitori degli impressionisti, furono nominati Direttore delle Belle Arti e Ministro delle Arti. Dopo il periodo di sfiducia dovuto al fallimento della Comune, i pittori moderni furono considerati degni rappresentanti dell'arte francese: Manet riceve la Legion d'Onore nel 1881 e una mostra postuma gli venne dedicata al Beaux-Arts nel 1884.

#### Il successo commerciale dei pittorijuste milieu
L'accettazione dell'impressionismo passò anche attraverso diversi pittori accademici che sfruttarono alcuni tratti specifici del movimento, come la gestione della luce e l'istantaneità, pur mantenendo un tocco morbido di pennello che gli assicurava il proprio successo con il pubblico. Ad esempio, Jules Bastien-Lepage rappresentò per Zola un "impressionismo corretto, ammorbidito, posto alla portata della folla", mentre per Charles Tardieu "l'Impressionismo è stato ripulito; si mette i guanti. Presto cenerà in città". Oltre a Bastien-Lepage, i principali rappresentanti dei pittori juste milieu (letteralmente "giusto in mezzo") furono Henri Gervex, Jean-François Raffaëlli, John Singer Sargent, Albert Edelfelt. Questo impressionismo “ammorbidito”, più adatto agli amanti dell'arte, contribuì a diffondere nuovi principi estetici.
Al sostegno di Durand-Ruel a questa corrente seguì quello di altri grandi mercanti d'arte. Dal 1882, Georges Petit contribuì attivamente anche all'aumento di popolarità degli impressionisti, grazie alla sua lussuosa galleria parigina dove organizzava “mostre internazionali” che attiravano i principali collezionisti. Le sue mostre non furono strettamente d'avanguardia e vi partecipano pittori come Jean-Léon Gérôme. Durand-Ruel fu, tuttavia, un maggior sostenitore della modernità, svolgendo un ruolo importante nella diffusione e nell'accettazione dell'impressionismo, grazie ai suoi contatti e alle sue mostre in Europa e negli Stati Uniti.

### 1886-1920: successo nazionale e internazionale

#### Negli Stati Uniti

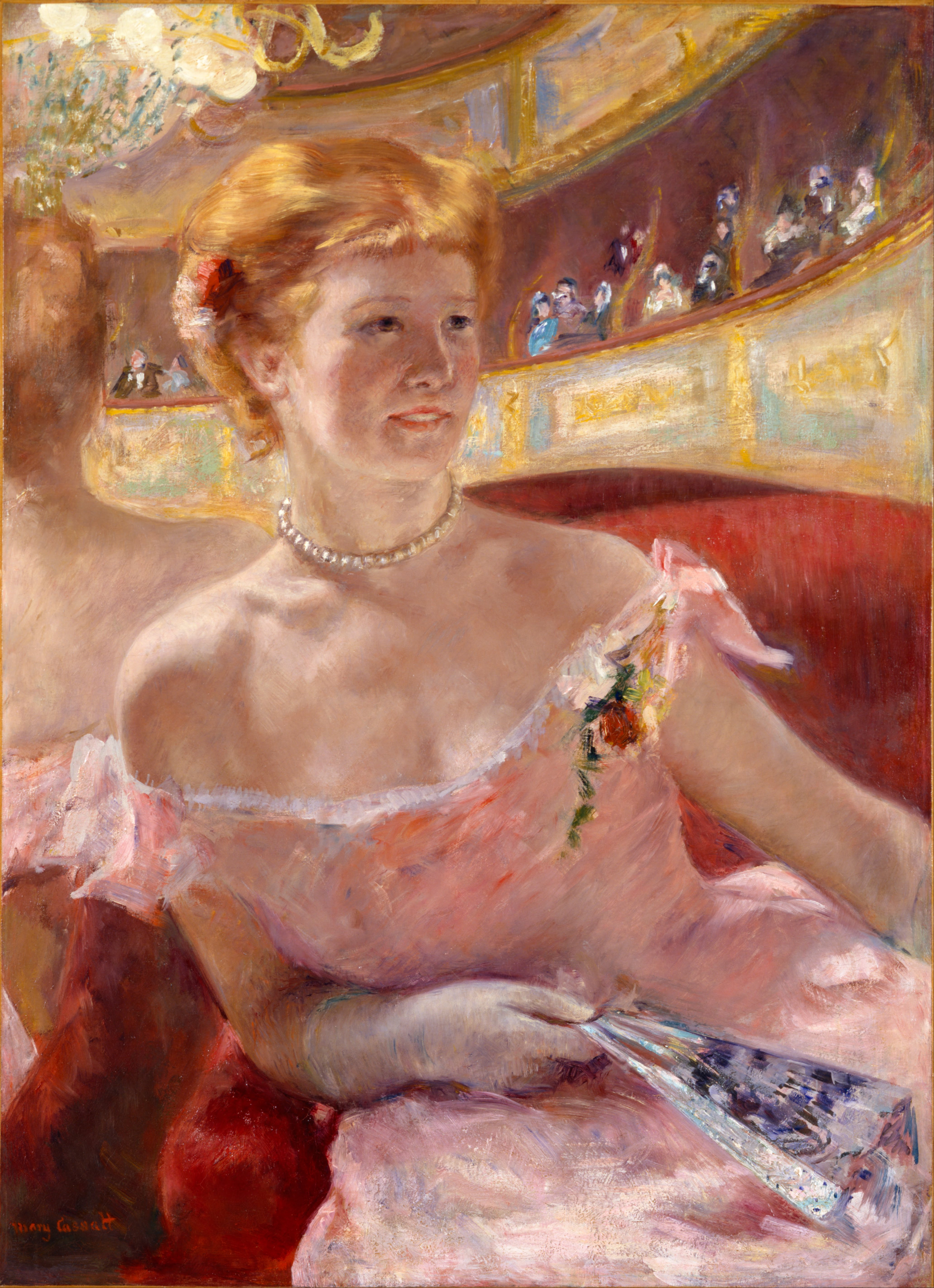
Mary Cassatt, Femme avec un collier de perles dans une loge, 1879, Philadelphia Museum of Art.

Il 1886 fu sia l'anno dell'ultima mostra impressionista, sia l'inizio del successo internazionale del movimento. Mary Cassatt, che ha partecipato a mostre impressioniste fin dal 1877, svolse un ruolo importante nel promuovere gli impressionisti negli Stati Uniti. Dall'inizio degli anni 1880 ella collezionò opere e fece da intermediaria con le persone a lei vicine, che iniziarono a loro volta ad acquistare le opere dei colleghi. Fu anche vicina a Louisine e Henry Havemeyer,  che dal 1883 costituirono una raccolta di opere impressioniste sostenendo attivamente Durand-Ruel. Quest'ultimo, dopo una prima mostra mista tenutasi a Boston nel 1883, conquistò il mercato americano nel 1886 grazie a James Sutton, direttore dell'American Art Association, che lo invitò a realizzare una mostra a New York. Questa ebbe un tale successo di pubblico e di stampa che Durand-Ruel aprì, nel 1887, una galleria a New York,  mentre e l'anno successivo vi si stabilirono anche i suoi concorrenti Boussod e Valladon.
Questo interesse dei collezionisti americani per l'impressionismo spiega perché diverse opere importanti si trovano oggi nei musei statunitensi contribuendo a fare di Monet la figura più famosa del movimento. Vicino a lui, a Giverny, negli anni 1886-1887 si formò un gruppo di artisti nordamericani, tra questi: Willard Metcalf, Theodore Robinson e il canadese William Blair Bruce, che esportò in patria lo stile osservato nella serie I mucchi di fieno.
Il trasferimento delle opere negli Stati Uniti avvenne con una certa riluttanza. Monet si dichiarò preoccupato di vedere i suoi quadri "partire per il paese degli Yankees" e lanciò, insieme a John Singer Sargent, una sottoscrizione destinata a portare l'Olympia di Manet nelle collezioni dello Stato francese, mentre un collezionista americano aveva fatto una proposta di acquisto alla vedova dell'autore.

#### Consacrazione del movimento e dispersione del gruppo

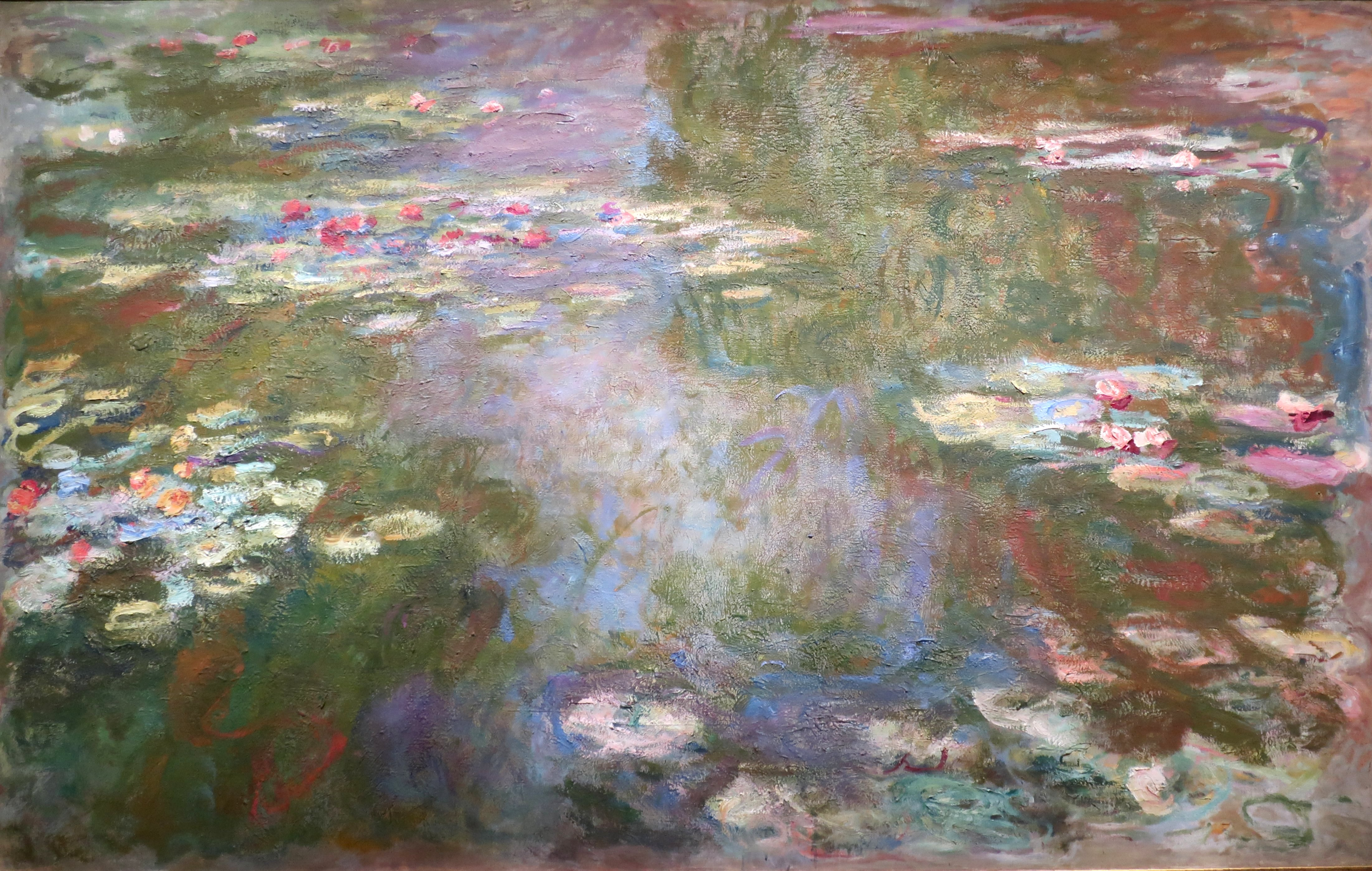
Claude Monet, Ninfee, 1917-1919, Chicago, Art Institute.

Nel 1889 gli impressionisti si dedicarono all'Esposizione Universale di Parigi dove vennero esposte opere di Monet, Pissarro e Cézanne, mentre un'intera sala venne dedicata a Manet e un analogo trattamento fu riservato a Degas che però rifiutò. Quando Caillebotte morì nel 1894, nel suo lascito vi erano tele di Degas, Manet, Monet, Renoir, Pissarro e Cézanne da destinarsi alle collezioni francesi, ora tutte conservate al Musée d'Orsay. Gli anni 1890, periodo della “canonizzazione” degli impressionisti, videro invece la morte di Berthe Morisot, avvenuta nel 1895, la quale aveva contribuito a mantenere ancora unito il gruppo grazie alle sue cene del giovedì, e quella di Alfred Sisley nel 1899. I restanti membri presero strade diverse: Renoir e Monet continuarono a dipingere fino alla loro morte, avvenuta nel 1919 per il primo e nel 1926 per il secondo, Monet in particolare dipinse la sua serie di Ninfee; Degas continuò a creare e ad arricchire la sua collezione, ma morì in solitudine nel 1917, affetto da cecità, così come avvenne per Mary Cassatt che morì nel 1926; Cézanne si isolò ad Aix-en-Provence dove terminò nel 1906 la sua vita; Pissarro, morto nel 1903, fu l'unico a mostrare un reale interesse per le avanguardie post-impressionismo.

#### Il lascito di Caillebotte

Auguste Renoir, Bal au moulin de la Galette, 1876, Parigi, Musée d'Orsay, uno dei dipinti acquisiti dallo Stato grazie al lascito di Caillebotte.

Le volontà testamentarie di Caillebotte indicavano che la sua collezione, sessantasei dipinti e disegni impressionisti, dovesse entrare a far parte delle collezioni nazionali. La decisione di esporre tali tele al Museo del Lussemburgo, allora "il" museo d'arte contemporanea in Francia, irritava i membri dell'Académie des beaux-arts, in particolare Jean-Léon Gérôme commentò che "siamo in un secolo di decadenza e imbecillità". Da tre anni, il direttore della Scuola di Belle Arti, Henry Roujon, che mirava ad ottenere un posto nell'Accademia, aveva cercato di ridurre il numero delle opere da esporre, adducendo la mancanza di spazio, oppure cercando di delegare la materia al Consiglio della Riunione dei Musei Nazionali, creato nel 1895 e diretto dagli accademici Henri Delaborde (pittore) e Léon Bonnat. Infine, una lettera indirizzata dall'Accademia al Ministro della Pubblica Istruzione rimase senza risposta e venne costruito un annesso per il Museo del Lussemburgo, contro il parere di parte della stampa e del pubblico. La "galleria Caillebotte", pur emarginata dall'Accademia e conservando solo la metà del lascito, divenne ben presto fonte di ispirazione per diversi pittori post-impressionisti.

#### Post-impressionismo

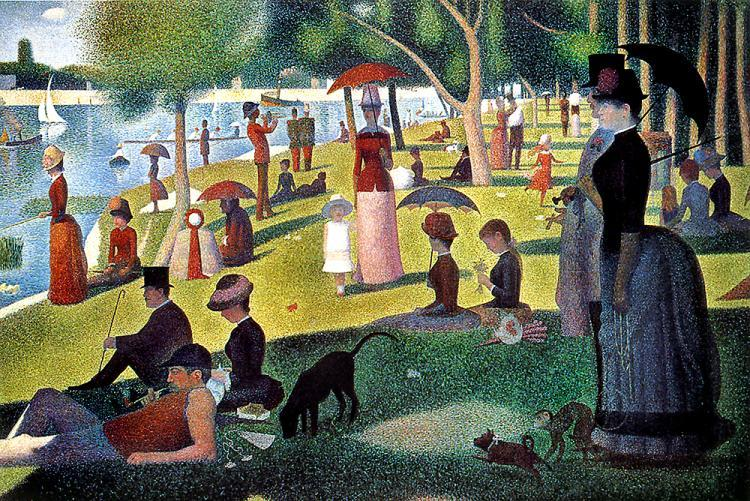
Georges Seurat, Un dimanche après-midi à l'Île de la Grande Jatte, 1886, Chicago, Art Institute

Il termine "post-impressionismo" copre molti movimenti d'avanguardia che, tra il 1880 e il 1920, si basarono su alcune peculiarità dell'impressionismo per creare estetiche a volte molto lontane: neo-impressionismo, simbolismo, sintetismo, fauvismo o persino il cubismo. Nel 1910, il pittore e critico Roger Fry organizzò una mostra a Londra, intitolata "Manet and the post-impressionists", in cui vennero riuniti artisti rappresentativi di tutte le tendenze che seguirono l'impressionismo, tra gli altri Paul Gauguin, Vincent Van Gogh, Paul Sérusier, Félix Vallotton, Henri Matisse, Pablo Picasso. Se tutti questi si fondano su di un retaggio dell'impressionismo, i giovani artisti d'avanguardia si opposero, soprattutto a partire dagli anni 1890, alla sua dimensione eccessivamente commerciale che Monet incarnò in modo particolare. Renoir, Caillebotte, Sisley e Monet, dal canto loro, rifiutarono di esporre all'ultima mostra impressionista, nel 1886, opponendosi alla partecipazione di Gauguin, Georges Seurat e Paul Signac..

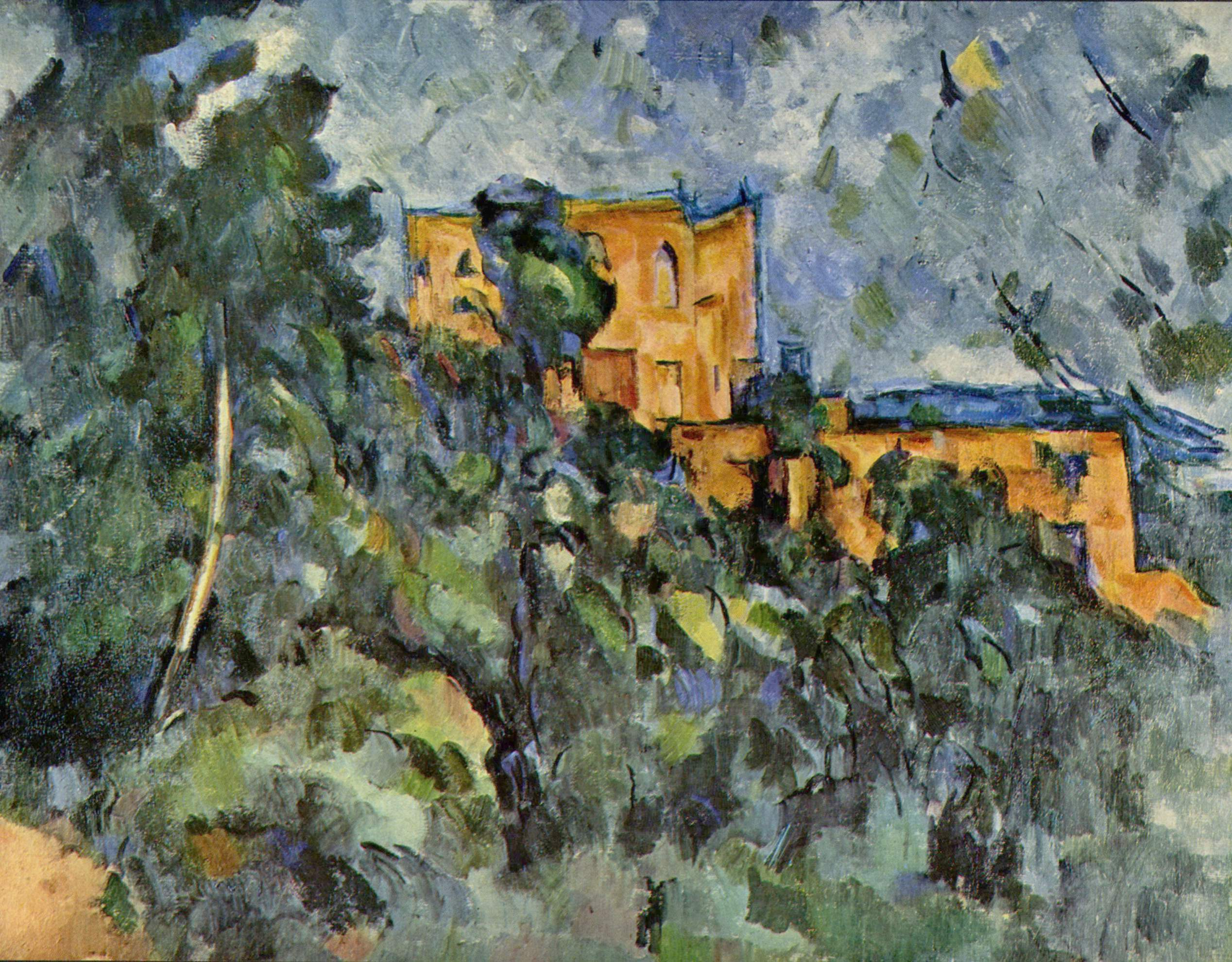
Paul Cézanne, Le Château Noir (1904-1906); New York

Nel Salon des Indépendants, istituito nel 1884, Georges Seurat, Paul Signac e Albert Dubois-Pillet divennero amici e gettarono le basi per il neoimpressionismo. Tra il gruppo degli impressionisti, solo Pissarro si dimostrò interessato al loro lavoro; tuttavia nei primi tempi il nuovo movimento influenzò Gauguin, Van Gogh, Munch e Toulouse-Lautrec. Gauguin volle dapprima seguire la via dell'impressionismo, prima di sviluppare autonomamente uno stile diverso, il sintetismo. Allo stesso modo, Van Gogh prese a modello l'impressionismo quando arrivò a Parigi nel 1886. Toulouse-Lautrec ricevette i consigli di Degas e condivise con lui i suoi temi, ma creò uno stile singolare che non corrispondeva a nessun movimento ben definito.
Il Novecento ha visto l'emergere di movimenti più distanti all'impressionismo, sebbene gli artisti che li incarnarono avessero avuto contatti con esso. È il caso di Henri Matisse, esponente del fauvismo, che espose per la prima volta al Salon d'Automne nel 1905, o di Georges Braque, vicino a Cézanne, che fondò il cubismo insieme a Pablo Picasso. Matisse e Picasso, così come Constantin Brancusi, Umberto Boccioni e Alberto Giacometti, vennero influenzati da Medardo Rosso, il principale rappresentante della scultura impressionista.

## Il gruppo

### Denominazione
Sia prima, sia dopo che Louis Leroy coniasse il termine "impressionismo" nel 1874, il movimento ebbe diverse denominazioni. Gli artisti vennero dapprima considerati come realisti in continuità con Courbet, poi come naturalisti. Alla fine degli anni 1860, i critici si riferivano a loro come "pittori della scuola di Batignolles", in riferimento al caffè dove le avanguardie artistiche del tempo si radunavano intorno a Manet, mentre Zola utilizzò il termine "attualista" per descrivere Bazille, Renoir e Monet. Quando il gruppo organizzò la prima mostra, gli artisti esitarono sul nome da attribuirsi: Degas propone "La Capucine", Renoir voleva evitare un nome che suggerisse una nuova scuola; alla fine venne utilizzato "Société anonyme des peintres, sculpteurs, graveurs, etc." ("Società anonima di pittori, scultori, incisori, eccetera"). Lo scrittore Louis Edmond Duranty parlò di "Nouvelle peinture" ("Nuova pittura") nella sua recensione riguardante la seconda mostra, mentre gli artisti si definirono "Indépendants" per la mostra del 1879.

### Esposizioni impressioniste

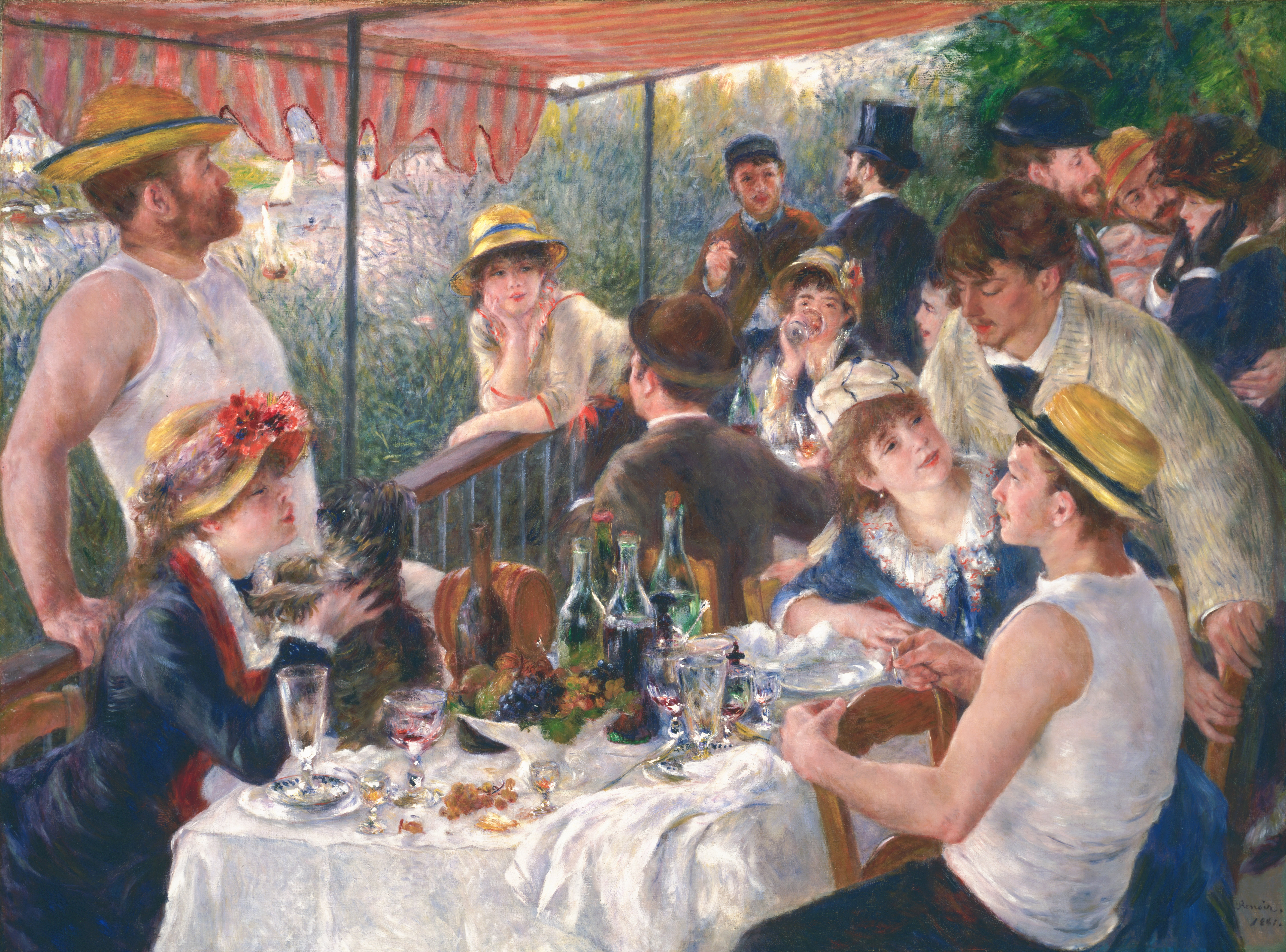
Auguste Renoir, Le Déjeuner des canotiers (1881), Washington, The Phillips Collection. Questa tela è stata esposta alla settima mostra degli impressionisti

Di seguito l'elenco delle otto mostre del gruppo impressionista. Altre furono organizzate, in particolare da Durand-Ruel, che espose dipinti impressionisti tra gli anni 1870 e 1890, mentre alcuni degli artisti principali ebbero mostre monografiche intorno agli anni 1880.
- 1874: prima mostra della Société anonyme des artistes peintres, sculpteurs et graveurs' nell'atelier di Nadar
- 1876: seconda mostra di pittori impressionisti
- 1877: terza mostra
- 1879: quarta mostra
- 1880: quinta mostra
- 1881: sesta mostra
- 1882: settima mostra
- 1886: ottava e ultima mostra, alla quale parteciparono Gauguin, Seurat e Signac.[87]

### Gli artisti principali

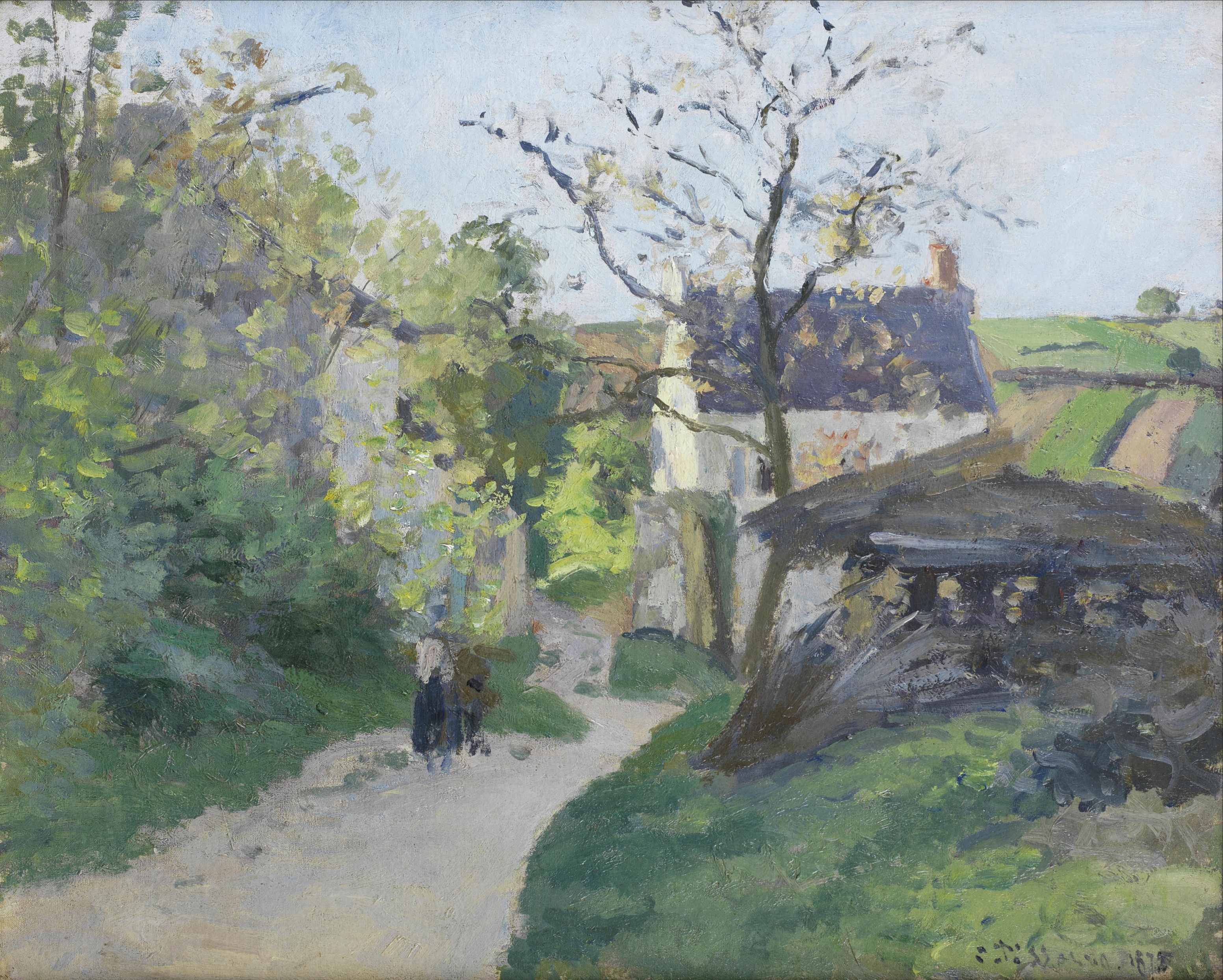
Camille Pissarro, Le grand noyer à l'Hermitage (1875); collezione privata

Gli impressionisti dipingevano en plein air, cioè all'aria aperta, con una tecnica rapida che permetteva di completare l'opera in poche ore.
Essi volevano riprodurre sulla tela le sensazioni e le percezioni visive che il paesaggio comunicava loro nelle varie ore del giorno e in particolari condizioni di luce, lo studio dal vero del cielo, dell'atmosfera, delle acque, eliminò il lavoro al chiuso, nell'atelier, il luogo nel quale venivano completati i quadri più grandi o eseguiti i ritratti; molti di essi erano però anche realizzati all'aperto.
Lo sfondo, il paesaggio, non è qualcosa di aggiunto, ma avvolge le figure. Oggetti e persone sono trattati con la stessa pennellata ampia e decisa. Gli artisti più importanti dell'impressionismo sono: Claude Monet, Édouard Manet, Berthe Morisot, Edgar Degas, Pierre-Auguste Renoir, Alfred Sisley, Camille Pissarro, Jean-Frédéric Bazille, Armand Guillaumin, e Gustave Caillebotte.

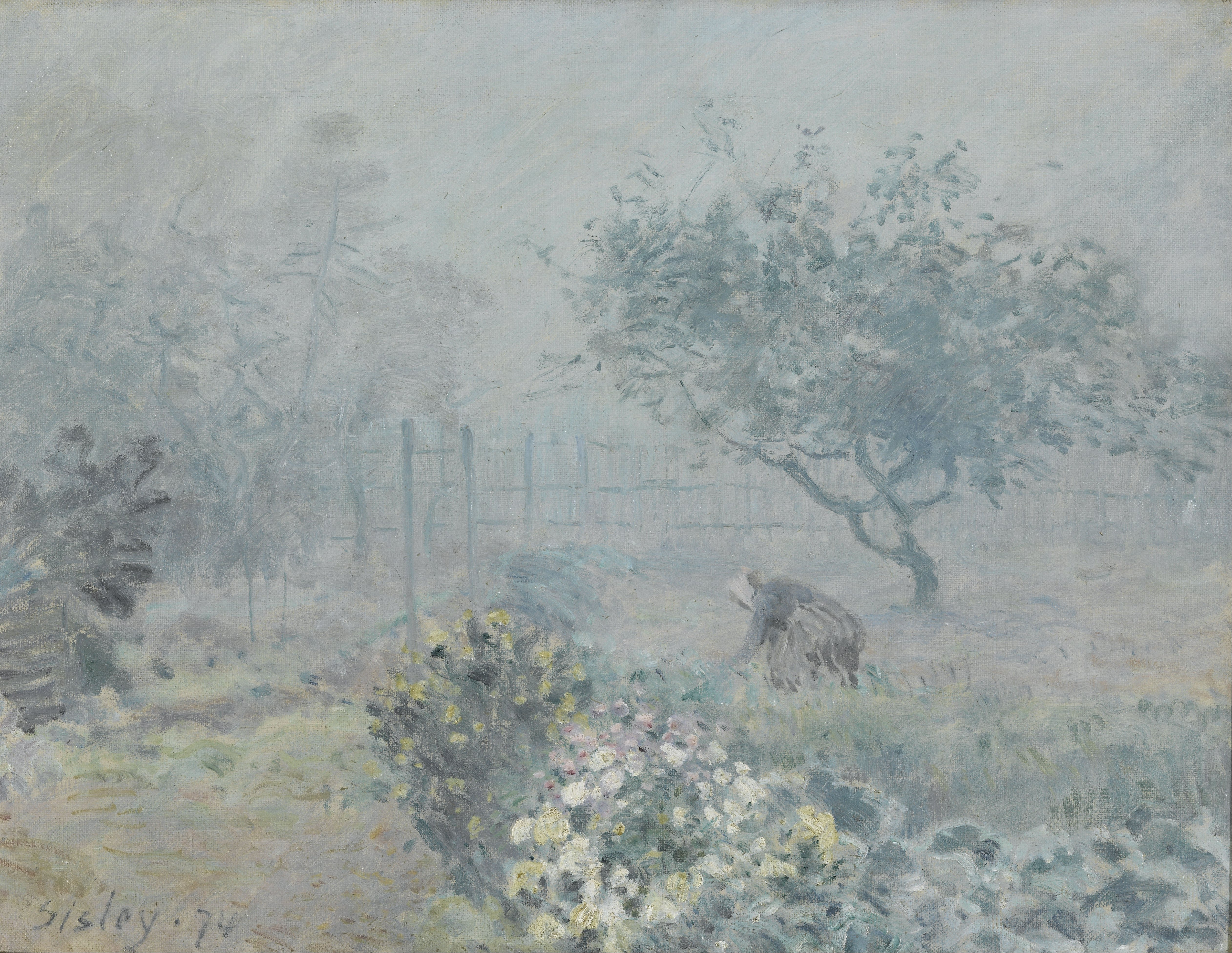
Alfred Sisley, La nebbia, Voisins (1874); museo d'Orsay, Parigi

Nonostante un filo rosso molto evidente colleghi tutti gli artisti impressionisti, sarebbe un errore considerare questo movimento come monolitico. Ogni artista, infatti, secondo la sua sensibilità, lo rappresenta in modo diverso. Per esempio Monet non si interessò principalmente alla rappresentazione di paesaggi urbani, ma soprattutto naturali, arrivando negli ultimi anni della sua vita, a ritrarre moltissime volte lo stesso soggetto (le Ninfee) in momenti diversi, per studiarne i cambiamenti nel tempo. Altri, come Renoir o Degas, si interessarono invece alla figura umana in movimento (ad esempio scene di vita quotidiana o ballerine). Molti sono gli artisti che non si possono definire del tutto impressionisti, ma che dell'Impressionismo sono evidenti precursori, molti quelli che, nati in seno all'Impressionismo, se ne distaccheranno per intraprendere nuove strade. L'unico artista che sempre, per tutta la sua vita, rimase impressionista fu Monet. In sintesi, si può affermare che l'Impressionismo sia ai suoi inizi con Manet, culmini con Monet e si chiuda con Cézanne, che poi ne uscirà.
Linea del tempo degli impressionisti

### Gli artisti associati ed influenzati

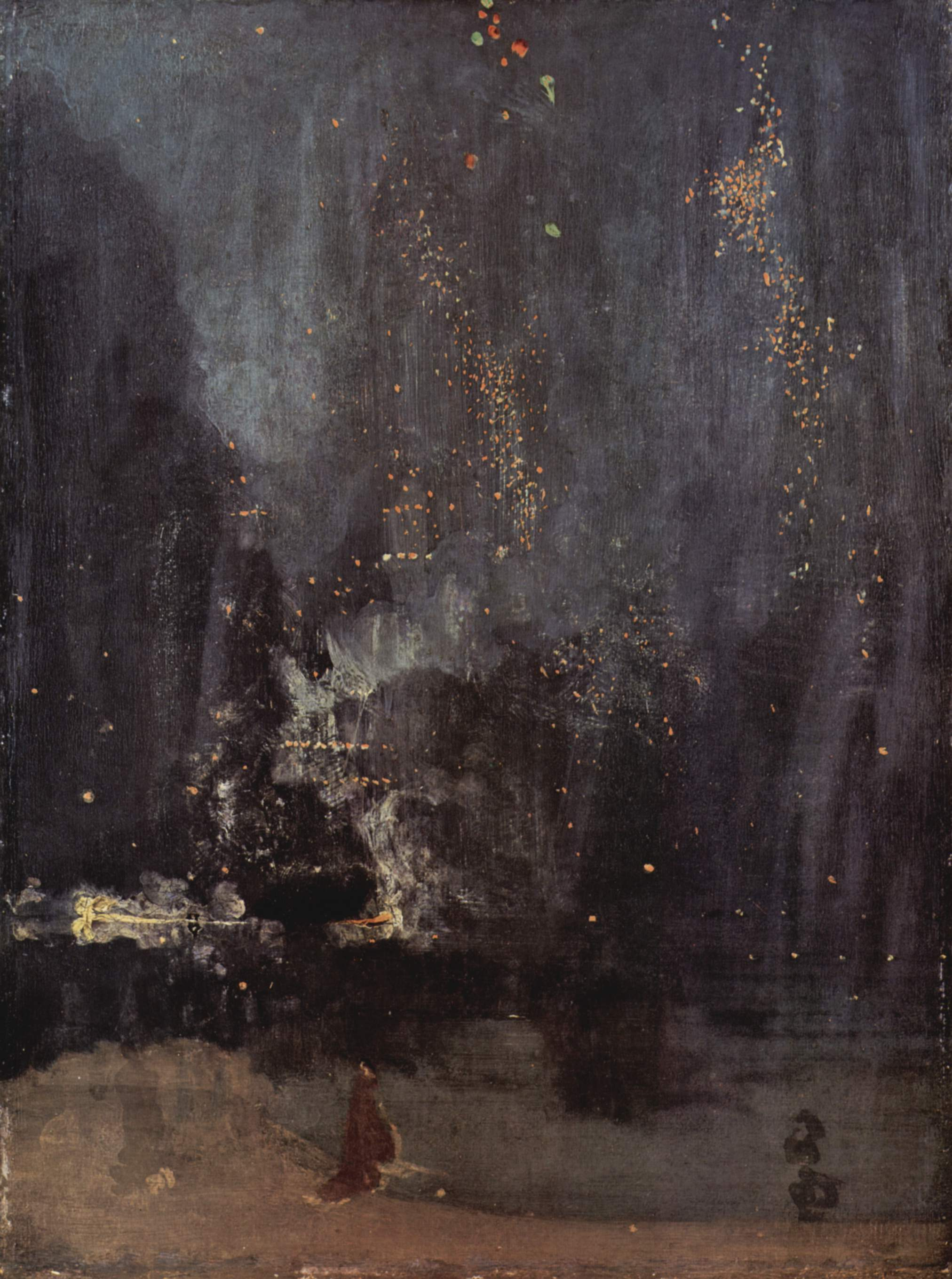
James Abbott McNeill Whistler, Nocturne in Black and Gold: The Falling Rocket, 1874, Detroit Institute of Arts

Tra i vari artisti associati e più vicini agli Impressionisti, Victor Vignon è l'unico al di fuori degli artisti principali ad essere stato incluso nella più selettiva settima mostra degli impressioninsti a Parigi del 1882 (riservata esclusivamente a nove artisti puramente impressionisti), che per l'appunto fu una risposta alle precedenti meno restrittive esibizioni capitanate da Degas. Proveniente dalla scuola di Corot, Vignon fu amico di Camille Pissarro, la cui influenza e' chiara nella sua produzione nel periodo 1876-1884, nonché amico di Vincent van Gogh.
Ci sono stati molti altri artisti associati agli Impressionisti e che hanno adottado almeno parzialmente le loro tecnica. Questi includono Jean-Louis Forain (che ha partecipato alle mostre degli Impressionisti del 1879, 1880, 1881, e 1886) e Giuseppe De Nittis, artista Italiano che viveva a Parigi e che partecipo' su invito di Degas alla prima mostra degli Impressionisti (nonostante gli altri Impressionisti screditavano il suo stile). Federico Zandomeneghi fu un altro artista Italiano amico di Degas ad essere stato invitato da quest'ultimo ad esporre con il gruppo degli Impressionisti. Eva Gonzalès fu una seguace di Manet che pero' non ha mai esibito con il gruppo. James Abbott McNeill Whistler fu un artista originario degli Stati Uniti che ebbe un ruolo all'interno del movimento Impressionista pur non essendo mai entrato nel gruppo e preferendo le tonalita' di coloro grigio. Walter Sickert, artista Inglese, fu inizialmente un seguace di Whistler, per poi diventare un importante discepolo di Degas (senza pero' mai esibire con il gruppo).

### Il ruolo di Manet

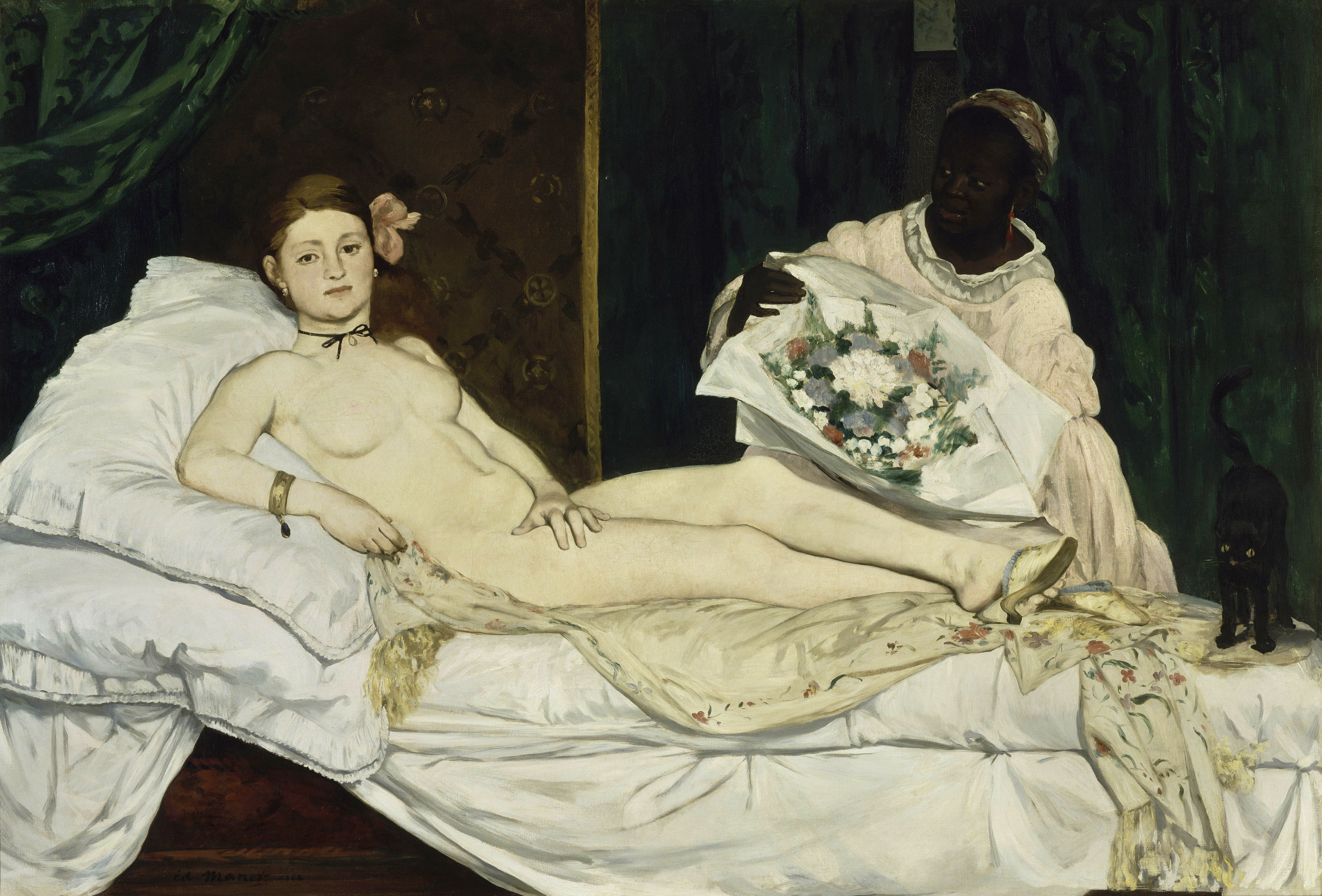
Édouard Manet, Olympia (1863); museo d'Orsay, Parigi

Sebbene Édouard Manet possa essere considerato il maggior esponente dell'avanguardia parigina negli anni 1860-1880, egli non può dirsi del tutto un impressionista, poiché non partecipò a nessuna delle mostre del gruppo. I motivi di questo rifiuto non sono noti: secondo Degas per motivi di vanità oppure la volontà di estraniarsi dai conflitti interni al gruppo oppure ancora la preoccupazione per la sua reputazione quando ancora sperava di poter esporre al Salon. È stato, inoltre, sottolineato che il suo stile fosse più vicino al realismo mentre i suoi temi lo allontanano da quelli "tipici" degli impressionisti come Monet, Pissarro o Sisley, a cui si riferì Louis Leroy quando coniò il termine "impressionismo".
Nonostante la sua assenza dalle mostre, che non deve essere vista come un caso ma come una sua precisa volontà, Manet rimane vicino al gruppo degli impressionisti, che furono soprattutto suoi amici, sostenendoli a volte finanziariamente, a volte con la critica. Durante gli incontri al caffè Guerbois, e successivamente al caffè Nouvelle-Athens, Manet rimase al centro delle conversazioni fino alla fine degli anni 1870. Émile Zola lo definì nel 1879 come "l'ex capo degli impressionisti".

## Lo stile impressionista

### Tecnica

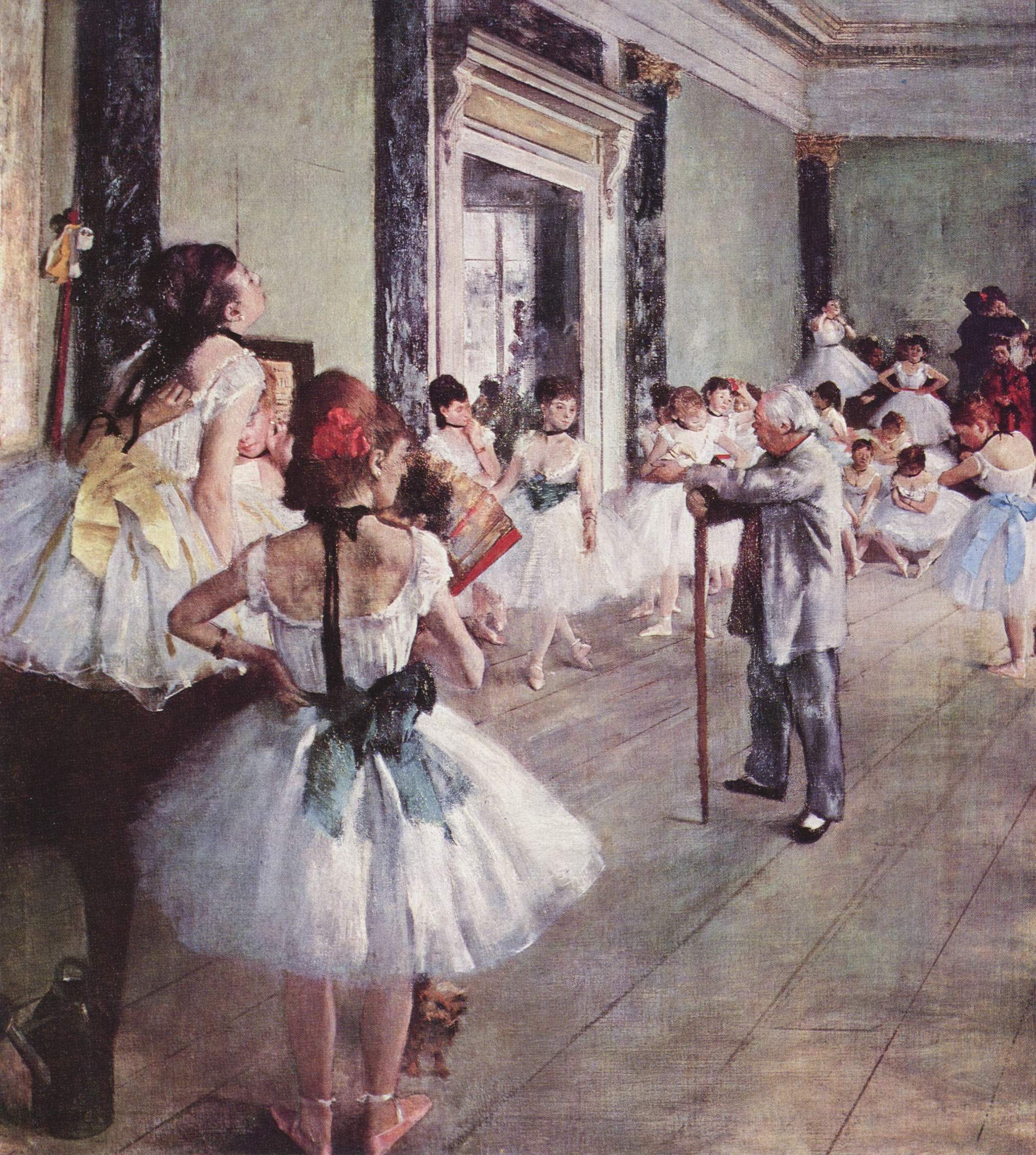
Edgar Degas, La classe di danza, Parigi, Musée d'Orsay

Le mostre impressioniste che si tennero dal 1874 al 1886 riunirono artisti con stili diversi rendendo difficile definirne uno preciso. Gli impressionisti dipingevano prevalentemente all'aria aperta, en plein air, pratica facilitata dall'introduzione sul mercato, a partire dal 1859, dei tubetti di colore e del cavalletto da campagna, tutto era facile da trasportare. La pratica di dipingere fuori dallo studio portò anche a scegliere un formato delle tele più piccole.
Caratteristiche della pittura impressionista erano i contrasti di luci e ombre, i colori forti, vividi, che avrebbero fissato sulla tela le sensazioni del pittore di fronte alla natura. Il colore stesso era usato in modo rivoluzionario: i toni chiari contrastano con le ombre complementari, gli alberi prendono tinte insolite, come l'azzurro, il nero viene escluso, preferendo le sfumature del blu o del marrone, in contrapposizione alla dottrina accademica che insegnava l'utilizzo di colori scuri.  La nitidezza dei colori veniva influenzata anche dall'uso dell'acquarello, in particolare dai predecessori come Johan Barthold Jongkind, che veniva utilizzato per conferire leggerezza al dipinto. Gli artisti non esitarono a dipingere ombre colorate, per esempio, un'ombra blu sulla neve, o le ombre violacee di Nudo al sole di Pierre-Auguste Renoir, in netta contrapposizione a ciò che veniva insegnato all'accademia. In genere, gli artisti cercavano di creare un effetto di istantaneità e movimento, di trascrivere i cambiamenti di luce o di atmosfera e dal passare delle stagioni. Si ricordano a questo proposito le numerose versioni della Cattedrale di Rouen, riprodotta nelle diverse ore del giorno e in diverse condizioni climatiche, di Claude Monet verso la fine del 1890.
Le loro composizioni insolite venivano, tuttavia, studiate e spesso completate in studio. Era diffuso, inoltre, l'uso di prospettive troncate, dove il punto di fuga usciva dalla cornice, così come il fatto di tagliare le figure ai bordi della tela o di non centrare il dipinto sul suo soggetto, come ne La scuola di danza di Edgar Degas.

### Soggetti
Quando iniziò a svilupparsi l'impressionismo, la pittura a soggetto storico era oramai in declino. La nuova corrente adottò la rappresentazione di soggetti contemporanei, come osterie, stazioni ferroviarie, paesaggi urbani, scene di vita privata e comunitaria. I temi furono perlopiù appartenenti alla società borghese piuttosto che di quella popolare, andando di pari passo con lo sviluppo delle attività ricreative dei cittadini più ricchi, come le feste sulle rive della Senna, dipinte da Renoir e Monet, o i soggiorni in riva al mare. Gli impressionisti mostrarono scarso interesse per il lavoro e la dimensione sociale, con poche eccezioni, come ad esempio "i piallatori di parquet" di Caillebotte e le scene contadine rappresentate da Pissarro.

### Influenza

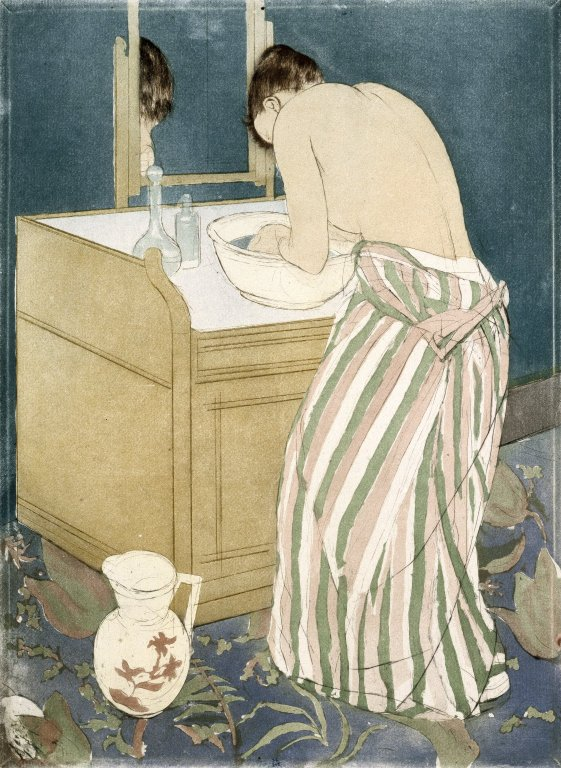
Mary Cassatt, Donna al bagno, 1891, New York, Brooklyn Museum

Gli impressionisti non rifiutarono l'eredità dell'arte tradizionale, come dimostra il loro interesse per gli artisti "classici" che sovente alcuni di loro copiarono al Louvre, come fu nel caso di Morisot, Manet, Degas, Renoir. Non di rado si interessarono all'uso del colore proposto da Paolo Veronese, Tiziano e Jacopo Tintoretto, al tocco di Rubens e di El Greco, alla prospettiva di Velázquez (che Manet qualificò come “pittore di pittori”) o ancora nelle scene d'esterno della prima ora realizzate da Oudry, Watteau e dei vedutisti italiani.
Nel XIX secolo si sviluppò un'interpretazione nazionale dell'arte: i critici suddivisero la pittura dei diversi paesi europei secondo un “carattere nazionale” che avrebbe dovuto trasparire nelle tele. In opposizione a questa posizione accademica, gli impressionisti rivendicarono influenze internazionali e, per questo motivo, i critici degli anni 1870 li considerarono generalmente antipatriottici. Pittori e scrittori modernisti si dichiararono ammiratori anche del musicista Richard Wagner, nonostante la sua presa di posizione contro la Francia nel 1870.
Il giapponismo, un'altra corrente principalmente associata alle avanguardie, fu molto presente tra gli impressionisti. Manet, Whistler, Pissarro, Degas, Cassatt, Monet collezionarono stampe Ukiyo-e, dalle quali trassero nuovi soggetti e modalità di rappresentazione. Le scene di vita intima, così come la ricerca dell'istantaneità trascritta dai giochi di luce, accomunano i due movimenti. Il soggetto delle "donne alla toilette", rappresentato da Degas o Cassatt, è particolarmente vicino alle stampe realizzate dall’artista giapponese Kitagawa Utamaro. Inoltre, fu in seguito alla visita di una mostra sul maestro giapponese che Mary Cassatt trasse ispirazione, nel 1891, per una serie di stampe, tra cui la celebre Donna al bagno.. Un'influenza diretta dell'arte giapponese è visibile anche nelle stampe di Whistler e Pissarro.

## Eredità
La teoria del colore impressionista viene esasperata nel pointillisme di Georges-Pierre Seurat: i colori non vengono mescolati, ma semplicemente accostati in punti minuti, in modo che sia l'occhio a creare le tinte intermedie.
Paul Cézanne, pur contemporaneo del movimento, sviluppò in modo indipendente la propria ricerca, che da alcuni viene considerata premessa del Cubismo.
Vincent van Gogh compì una svolta proprio grazie agli impressionisti, ma da loro si discostò, precorrendo l'Espressionismo.
Negli anni Novanta in occasione della grande mostra a Palazzo Reale Da Monet a Picasso,  su Specchio della Stampa si trova un ampio servizio a proposito delle «Decine di migliaia di persone a Milano per vedere i capolavori impressionisti arrivati da Mosca» e viene ricordato, l'anno prima, del record «di un milione di visitatori alla Mostra di Monet a New York» chiosando che «Cezanne, Renoir e soci godono di una popolarità che non conosce tramonto». Lo stesso giornalista riassume l'enorme successo degli impressionisti le cui mostre nello stesso periodo, con tagli e contenuti diversi, si trovavano a Parigi, Giverny, Londra e Vienna. «Perché questi pittori, che sembrano così lontani dai gusti e dalla sensibilità del nostro tempo, riscuotono sempre tanto successo?». Duchamp con sprezzo a suo tempo parlò di brezza retinica a proposito della ricerca della luce propria degli impressionisti.

### Nella scultura

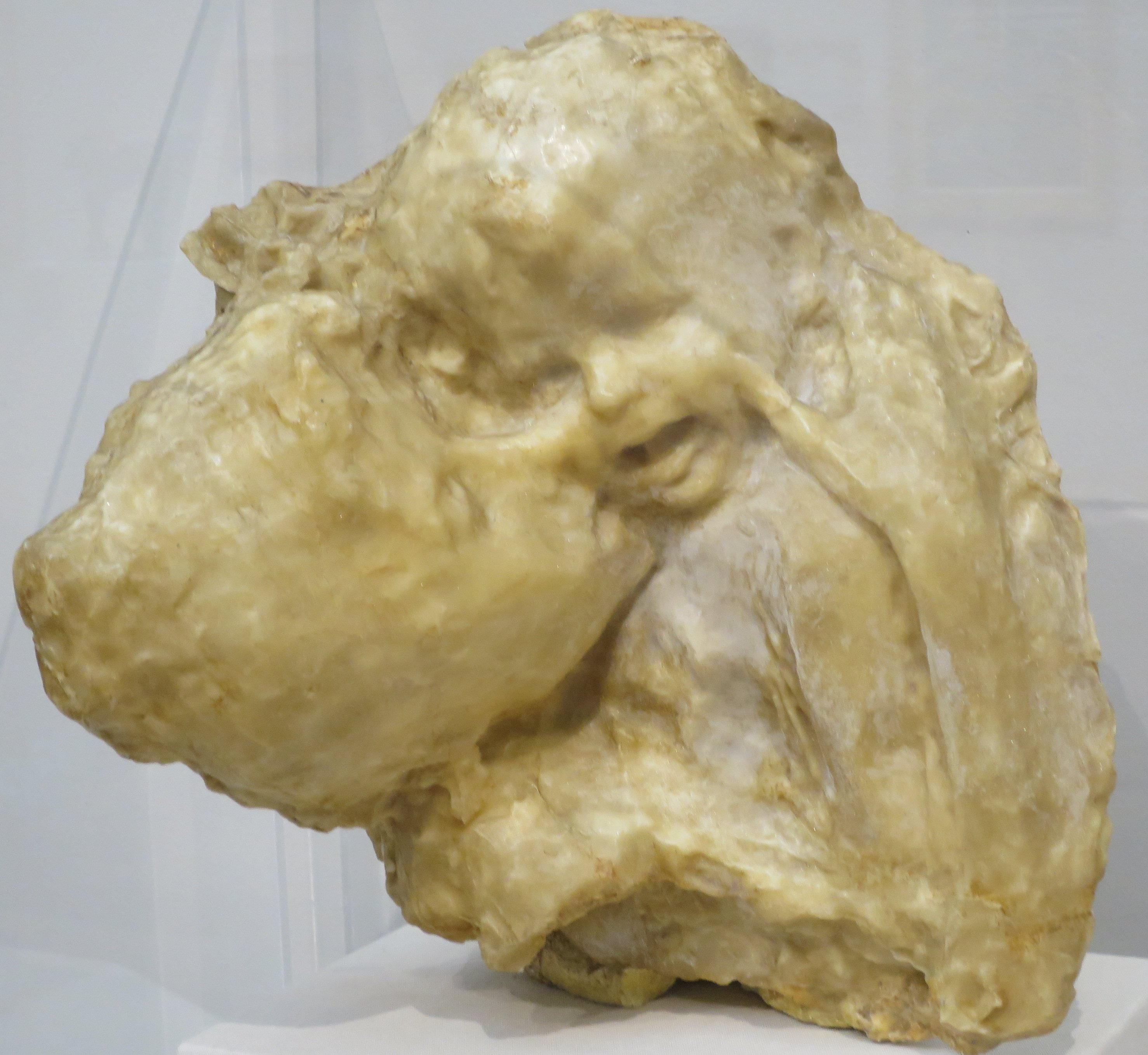
L'età dell'oro (1886), Medardo Rosso.

I principi dell'impressionismo si estesero anche alla scultura, cambiandone fortemente motivi e forme, e dando vita a un modellato vivo e sensibile, che tende a fondere forma e spazio. Opere scultoree impressioniste degne di nota vennero create da Degas e Renoir. Molti principi e segni di questa vasta corrente sono presenti anche nelle sculture di Rodin e Bourdelle oltre che nell'opera dell'italiano Medardo Rosso che, nonostante si inserisse distante dall'impressionismo, ne faceva indirettamente parte per via della sua filosofia scultorea, come dirà lui stesso "la realtà è un'apparizione e lo spazio un problema di luce".
(Medardo Rosso)

### Nella letteratura
Non si può precisamente parlare di Impressionismo in letteratura, piuttosto di incontro tra due modi di sentire e di vedere la realtà, e di critica alla tradizione, da una parte in pittura, dall'altra in letteratura. Tuttavia il romanziere e critico d'arte Octave Mirbeau, amico di Claude Monet, può essere qualificato come impressionista. Comunque, sono molti i punti in comune con la corrente letteraria del naturalismo, in particolare con uno dei suoi esponenti, Émile Zola, che affermava che il vero compito dell'artista fosse quello di riprodurre la vita, e sostenne gli impressionisti nei suoi numerosi scritti.

### Nella musica
Anche nella musica si verificò un abbandono delle forme tradizionali come la sonata e la sinfonia. Tra i maggiori compositori impressionisti si ricordano Erik Satie, Maurice Ravel, Paul Dukas, Alexander Scriabin e Frederick Delius. Per quanto riguarda l'Italia, si accostò alle novità europee quando già queste si erano pressoché esaurite e trasformate in nuove tendenze: è opportuno, tuttavia, ricordare Ottorino Respighi. Come i pittori impressionisti escono all'aperto per dipingere, fuori dagli studi e dagli atelier, i musicisti rappresentano la natura e comunicano all'ascoltatore le loro "impressioni". A differenza dei sentimenti forti del Romanticismo, queste impressioni sono evanescenti, oniriche, irreali.
Allo stesso modo dei contorni pittorici sfumati, i contorni musicali sono sfuggenti e comunicano un'atmosfera immaginaria. Così come per il simbolismo anche le prime avvisaglie presero spunto dal Parsifal wagneriano, ma l'Impressionismo nacque in Francia e il suo maggiore rappresentante fu Claude Debussy, considerato il “padre” della musica moderna. Egli cercò di polemizzare contro i dogmi della musica tradizionale per affermare un nuovo metodo compositivo. L'impressionismo è antiromantico, nel senso dell'affermazione dell'impressione subitanea e momentanea. I colori pittorici impressionisti corrispondono ai colori timbrici strumentali.
L'impressionismo musicale si sviluppa circa vent'anni dopo l'Impressionismo pittorico di Claude Monet. In coerenza con gli obbiettivi e i principi dello stesso movimento pittorico, la corrente impressionista si propone di trovare un linguaggio capace di dar voce alle sensazioni individuali, utilizzando i timbri strumentali più che la costruzione formale, principale strumento espressivo dei secoli precedenti.

### Nel cinema
L'estetica del cinema risentì del movimento impressionista soprattutto tramite il regista Jean Renoir, figlio del grande pittore, elemento di spicco del cosiddetto Realismo poetico.

## Impressionismo in Europa

### In Italia

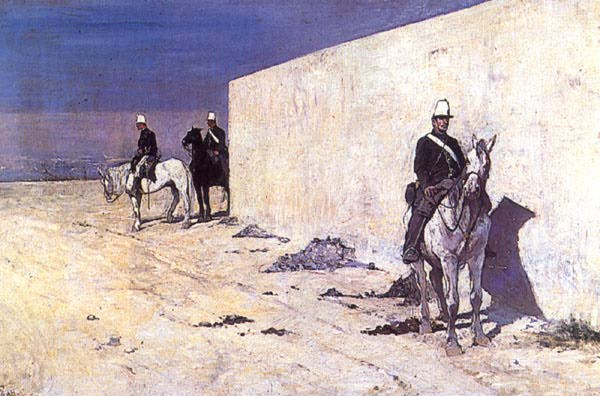
Giovanni Fattori, In vedetta (1872); olio su tavola, collezione privata, Valdagno

In Italia ebbe uno sviluppo non molto particolare, dato dalle esperienze di Federico Zandomeneghi, Giuseppe De Nittis e dei Macchiaioli, più vicine, tuttavia, alla tradizione quattrocentesca.
La situazione italiana è in questo periodo post-unitario difficile e lenta nello sviluppo della nuova corrente artistica francese. Per questo motivo molti pittori italiani furono affascinati dal nuovo stile e dall'apertura del pensiero parigino, in cui riscontrano una modernità introvabile nella loro patria. Nondimeno il lavoro di macchiaioli come Sernesi, Cabianca, Borrani e poi Fattori degli anni Sessanta e Settanta dell'Ottocento, in contemporanea agli albori dell'impressionismo, è paragonabile nei metodi, nelle tematiche d'attualità e nello stile che persegue la luminosità naturale attraverso l'uso della macchia, e ne costituisce il movimento parallelo, con le dovute differenze di contesto sociale e di territorio.
I macchiaioli italiani conoscono Delacroix, Corot, Courbet e i Barbizonniers e, come gli impressionisti, partono dalle ricerche di questi pittori. Dopo la stagione di Boldini, Zandomeneghi e De Nittis, che potremmo definire impressionisti franco-italiani viste le loro lunghe permanenze parigine, permane in Italia una tradizione tardo impressionista che si protrae nei primi tre-quattro decenni del Novecento, legata ora a Monet, ora a Renoir ora a Cezanne, espressa nell'opera di pittori come Francesco Filippini, amico e compagno di ricerche artistiche di Monet, che si trasferirà a lungo a Parigi fin dal 1879 per divenire inizialmente il principale fondatore dell'impressionismo italiano, ma anche Emilio Gola, Arturo Tosi, Armando Spadini. Una “declinazione” particolare e personale dell'impressionismo di tradizione francese viene inoltre introdotta dal pittore ferrarese Galileo Cattabriga (Bondeno, 1901-1969).

### In Belgio
Nel 1870, in Belgio, Alfred Stevens presentò ai suoi connazionali Manet e Degas.. Creato nel 1884, il Salon des XX fece di Bruxelles la capitale dell'arte moderna in Europa e sostenne l'impressionismo e altri movimenti artistici d'avanguardia. Guillaume Vogels, Albert Baertsoen, Ferdinand Willaert ed Émile Claus furono i principali rappresentanti dell'impressionismo belga, mentre con Théo van Rysselberghe, Georges Lemmen e Willy Finch si sviluppò ampiamente anche il neoimpressionismo.

### Nei Paesi Bassi
Nei Paesi Bassi, l'impressionismo si sviluppò con la Scuola di Amsterdam, di cui Isaac Israels e George Hendrik Breitner furono i principali esponenti.
L'Impressionismo, movimento artistico nato in Francia nella seconda metà del XIX secolo, trovò un significativo riscontro nei Paesi Bassi a partire dagli ultimi decenni del XIX secolo e l'inizio del XX. Sebbene l'arte olandese del tempo fosse dominata da un gusto più tradizionale e conservatore, il movimento impressionista riuscì a imporsi gradualmente grazie a una serie di eventi chiave e figure di rilievo, come il mercante d’arte Theo van Gogh, fratello del celebre pittore Vincent van Gogh.

#### Introduzione dell'Impressionismo nei Paesi Bassi
Nel periodo in cui l'Impressionismo si stava affermando in Francia, l'Olanda manteneva una preferenza per toni più scuri e realistici, tipici della Scuola dell'Aia e di altri movimenti locali. Tuttavia, l'influenza di Parigi, città in cui artisti come Vincent van Gogh si trasferirono per formarsi e confrontarsi con le avanguardie, portò gradualmente alla diffusione dell'Impressionismo nel panorama artistico olandese.
Il contributo di figure chiave come Theo van Gogh fu determinante: la sua attività di mercante d’arte permise di introdurre nei Paesi Bassi opere impressioniste provenienti dalla Francia, spingendo i collezionisti e gli appassionati d'arte olandesi a conoscere e apprezzare questa nuova corrente.

#### Accoglienza e sviluppo
Nonostante l'iniziale scetticismo da parte del pubblico e dei critici, l'Impressionismo iniziò a essere accolto da alcuni visionari e collezionisti che ne riconobbero il valore innovativo. Le prime opere di pittori come Claude Monet, Edgar Degas, Camille Pissarro e Berthe Morisot cominciarono ad apparire nelle collezioni olandesi, soprattutto grazie a commercianti e collezionisti privati.
L'evoluzione del gusto artistico nei Paesi Bassi portò gradualmente alla celebrazione dell'Impressionismo. Esposizioni in musei come lo Stedelijk Museum di Amsterdam e altre istituzioni culturali furono fondamentali per diffondere la conoscenza di questo movimento e per influenzare la successiva generazione di artisti olandesi, inclusi coloro che seguirono la corrente post-impressionista.

#### Influenza su Vincent van Gogh
Vincent van Gogh, uno dei pittori più celebri al mondo e figura iconica dell'arte olandese, venne profondamente influenzato dall'Impressionismo durante il suo soggiorno a Parigi, a partire dal 1886. L'esposizione diretta alle opere degli impressionisti e il contatto con artisti come Monet e Pissarro trasformarono radicalmente il suo stile pittorico, portandolo ad abbandonare la tavolozza scura dei primi lavori e a esplorare colori più vivaci e pennellate più libere, caratteristiche che diventarono distintive del suo stile posteriore.

#### Collezioni e musei
Oggi, i Paesi Bassi ospitano una delle più importanti raccolte di opere impressioniste al di fuori della Francia, con dipinti conservati in musei come il Van Gogh Museum, il Museo Boijmans Van Beuningen, il Museo Kröller-Müller e il Rijksmuseum di Amsterdam. Queste collezioni comprendono capolavori di artisti come Monet, Pissarro, Degas e Morisot, molti dei quali furono acquisiti grazie agli sforzi pionieristici di collezionisti e mecenati olandesi.

#### Eredità
L'Impressionismo nei Paesi Bassi non solo ha arricchito il panorama culturale del paese, ma ha anche avuto un impatto duraturo sull'arte moderna e contemporanea olandese. La ricezione inizialmente cauta del movimento si è trasformata nel corso del tempo in una piena celebrazione della sua capacità di innovare la pittura. Le opere impressioniste hanno continuato a influenzare generazioni di artisti, non solo olandesi ma di tutto il mondo, contribuendo all'evoluzione di movimenti artistici successivi come il Post-Impressionismo e l'Espressionismo.

### In Inghilterra

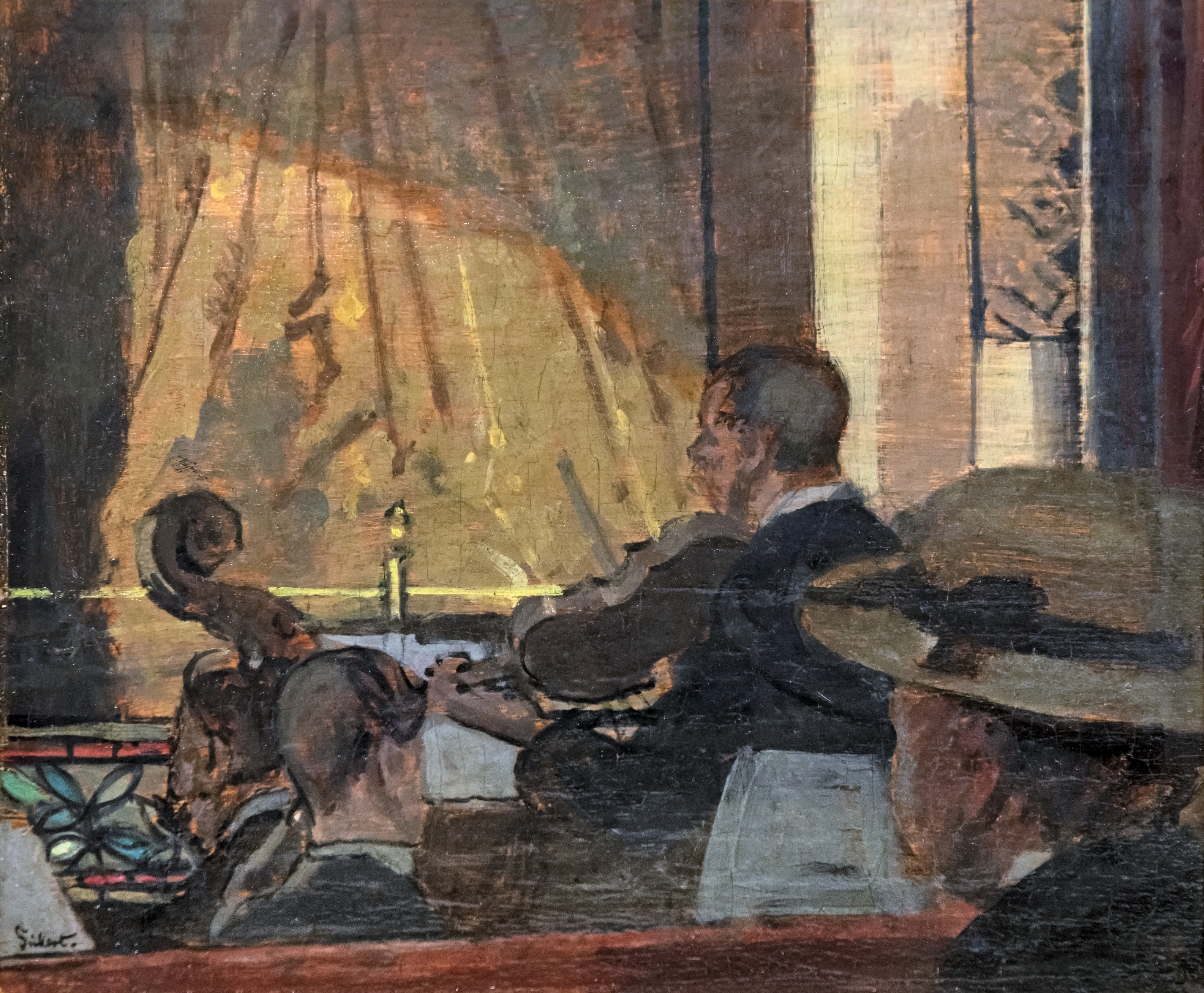
Walter Sickert, The Pit at the Old Bedford, 1889, Tolosa, Fondazione Bemberg.

L'Inghilterra fu il primo paese ad ospitare mostre di dipinti impressionisti in occasione dell'esilio di Pissarro, Monet e Durand-Ruel nel 1870. Durand-Ruel organizzò, infatti, tra il 1870 e il 1874, sette mostre in cui vi erano anche dipinti del gruppo di Batignolles. Una decina di anni più tardi, nel 1882 e nel 1883, organizzò due nuovo mostre che ispirarono gli artisti locali a fondare nel 1885 il New English Art Club, il cuore dell'impressionismo inglese. I suoi membri, i principali furono Walter Sickert e Philip Wilson Steer, invitarono Morisot, Monet e persino Degas alle loro mostre.

### In Germania
Paul Durand-Ruel organizzò una prima mostra di arte impressionista a Berlino nel 1883, in collaborazione con il mercante Fritz Gurlitt, ma nessun dipinto venne venduto. Pochi anni dopo si interessò nuovamente al mercato tedesco, entrando in contatto con il critico Emil Heilbut, che pubblicò nel 1890 il primo testo in lingua tedesca su Claude Monet ed ebbe rapporti con importanti collezionisti. Una grande mostra organizzata da Alfred Lichtwark alla Kunsthalle di Amburgo nel 1895 vide esposte anche opere impressioniste prestate da Durand-Ruel. L'anno successivo, Durand-Ruel tentò nuovamente di rivolgersi al mercato di Berlino, sostenuto dal pittore Max Liebermann e Hugo von Tschudi, direttore della Alte Nationalgalerie. Tschudi iniziò ad acquisire opere per esporle alla Nationalgalerie, prima di essere fermato dai gusti conservatori del kaiser Guglielmo II. Durand-Ruel collaborò poi dal 1899 con la galleria Cassirer, a Berlino, organizzando diverse mostre di pittura impressionista. Dal 1905 l'impressionismo entrò nei musei tedeschi e con un grande successo commerciale, nonostante le critiche rivolte nel 1911 dalla comunità artistica tedesca in un contesto politico teso con l'approssimarsi della prima guerra mondiale. I principali rappresentanti dell'impressionismo tedesco furono Max Liebermann, Lovis Corinth e Max Slevogt.

### In Europa centrale e orientale

Pál Szinyei Merse, Colazione sull'erba, 1873, Budapest, Galleria nazionale ungherese

Fu grazie a Georges de Bellio, medico e collezionista legato agli impressionisti, che il movimento poté diffondersi in Romania tra gli amanti dell'arte. Il suo connazionale Nicolae Grigorescu si era avvicinato alla scuola di Barbizon durante un suo primo soggiorno in Francia tra il 1861 e il 1869, diffondendone nel paese i principi. Tornato in Francia nel 1876, la sua tavolozza si schiarì dopo essere stato a contatto con gli impressionisti.
A partire dal 1869, l'ungherese Pál Szinyei Merse può essere paragonato agli artisti impressionisti, sebbene in seguito abbia sviluppato uno stile diverso dai suoi colleghi francesi. Il suo Pranzo sull'erba causò uno scandalo durante la sua mostra del 1873 tanto che, scoraggiato, Merse smise di dipingere fino al 1890. Riscoperto dai giovani pittori pleinairisti (che dipingono all'aria aperta, en plein air) di Nagybánya che, gli vennero dedicate diverse mostre tra il 1900 e il 1910. Fu uno dei principali membri del MIÉNK, o Circolo degli impressionisti e naturalisti ungheresi, fondato nel 1907.
Gli impressionisti sloveni beneficiarono dell'insegnamento di Anton Ažbé nella scuola da lui fondata a Monaco di Baviera nel 1891. I principali esponenti furono Ivan Grohar, Matija Jama, Matej Sternen e Rihard Jakopič. Questi vennero influenzati principalmente dalle ultime opere degli impressionisti francesi, come la serie che Monet produsse negli anni 1890, e a loro venne dedicata una mostra al Petit Palais nel 2013. In Serbia, Nadežda Petrović, fortemente influenzata dall'impressionismo durante i suoi studi, promosse il movimente nel 1900 ed è considerata una pioniera dell'arte moderna nel suo paese.

## Opere sull'impressionismo

### Filmati

#### Docufilm
La BBC ha mandato in onda nel 2006 un docufilm in quattro parti intitolato The Impressionists: Painting and Revolution, in cui si ripercorre la storia del movimento attraverso la vita di Monet, Pissarro, Renoir, Cézanne, Manet e Degas.

#### Film
- Midnight in Paris

### Romanzi
Oltre alla sterminata letteratura saggistica sull'impressionismo, vi sono alcuni romanzi che hanno raccontato l'epoca e i protagonisti. Il più famoso tra tutti è L'opera di Émile Zola, un romanzo in cui il protagonista Claude Lantier, non essendo capace di esprimere adeguatamente il suo sentimento artistico, si suiciderà davanti a un quadro incompiuto. Il pittore Cézanne, amico di Zola, ne rimarrà così offeso (vedendo nel protagonista una critica alle sue opere) da interrompere ogni rapporto di amicizia con lo scrittore. Allo stesso modo fecero gli altri impressionisti.
Il romanzo Vortici di gloria di Irving Stone del 1985, ripercorre la vita degli esponenti dell'Impressionismo e delle vicende dell'epoca.
Nel 2023 è uscito il romanzo di esordio Il senso della bellezza di Davide Mauro che oltre a ripercorrere le vicende degli impressionisti, applica anche una riflessione sulla rivoluzione artistica apportata dal movimento.

## Galleria d'immagini

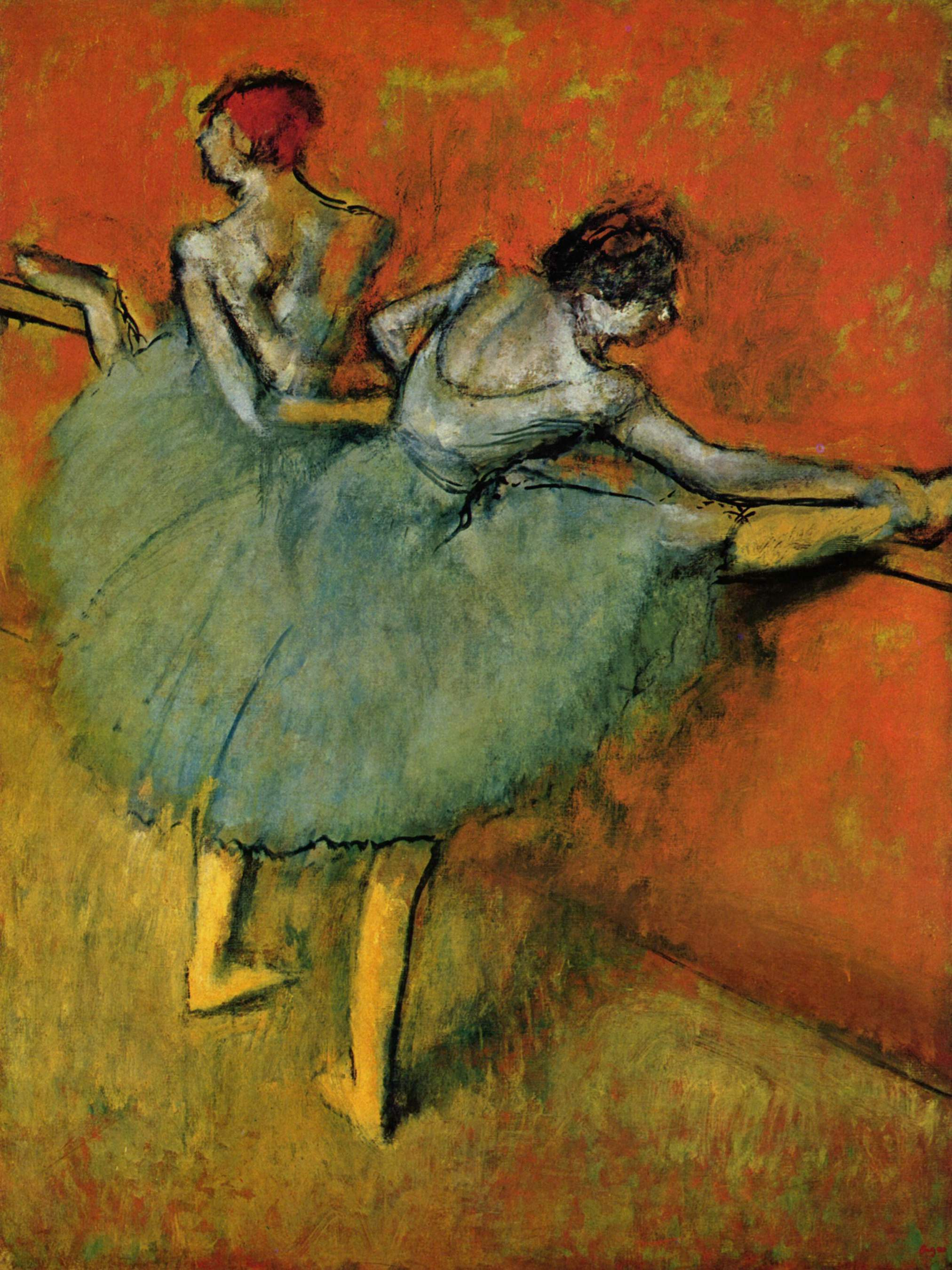
Edgar Degas, Ballerine alla sbarra, 1900, The Phillips Collection, Washington
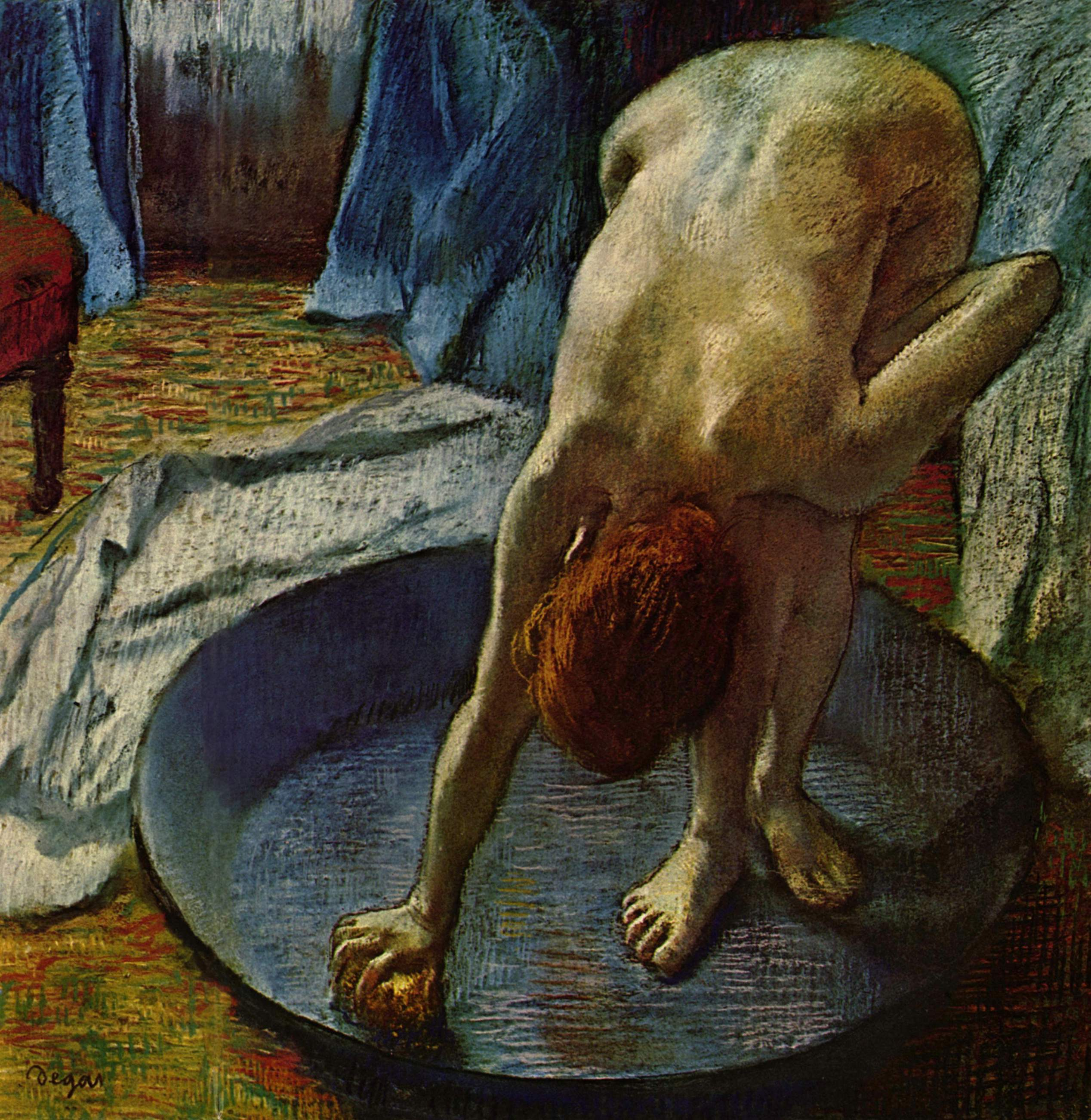
Edgar Degas, Donna al bagno, 1886, Farmington (Connecticut)
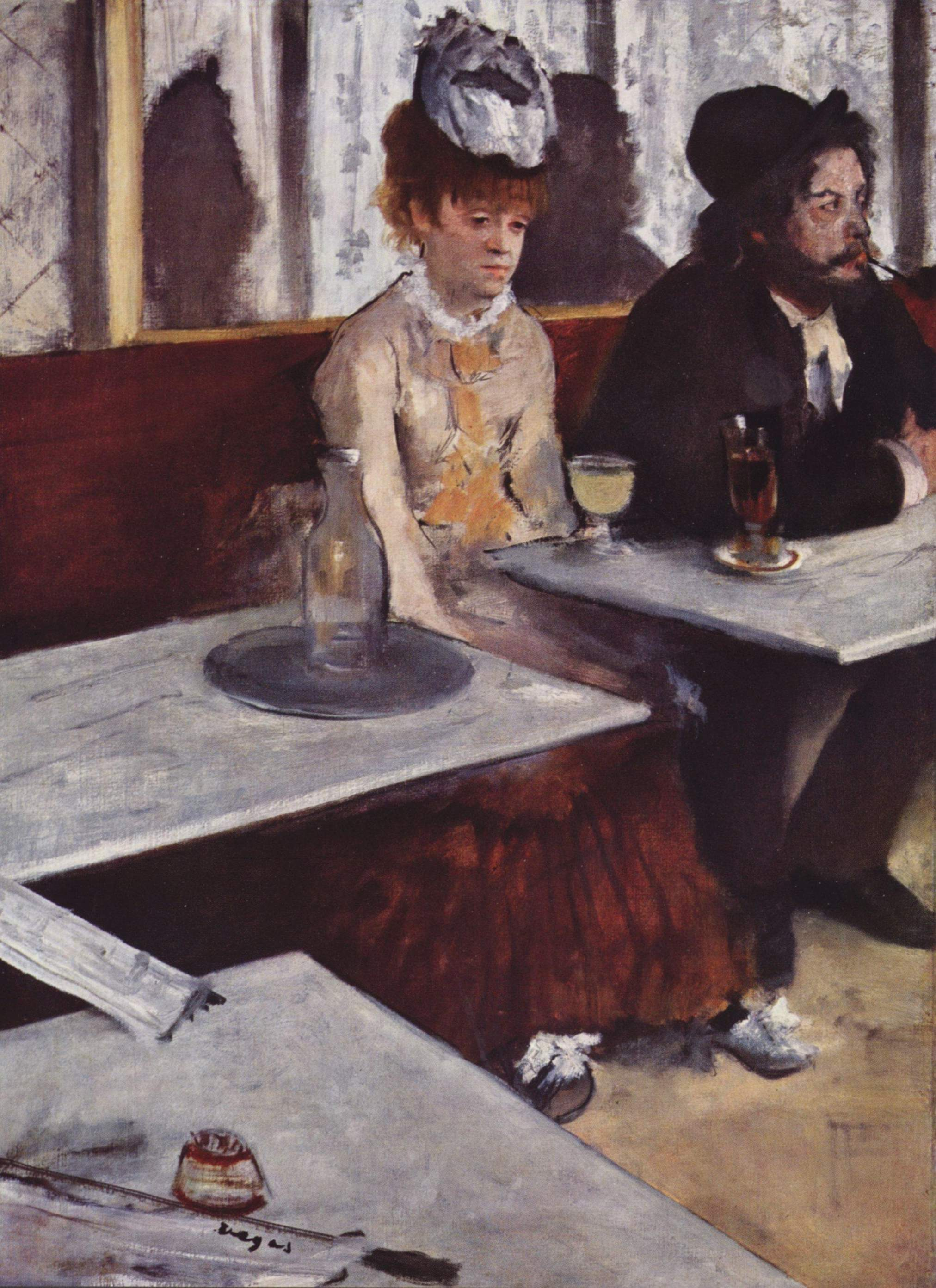
Edgar Degas, L'Assenzio, 1876, Museo d'Orsay, Parigi
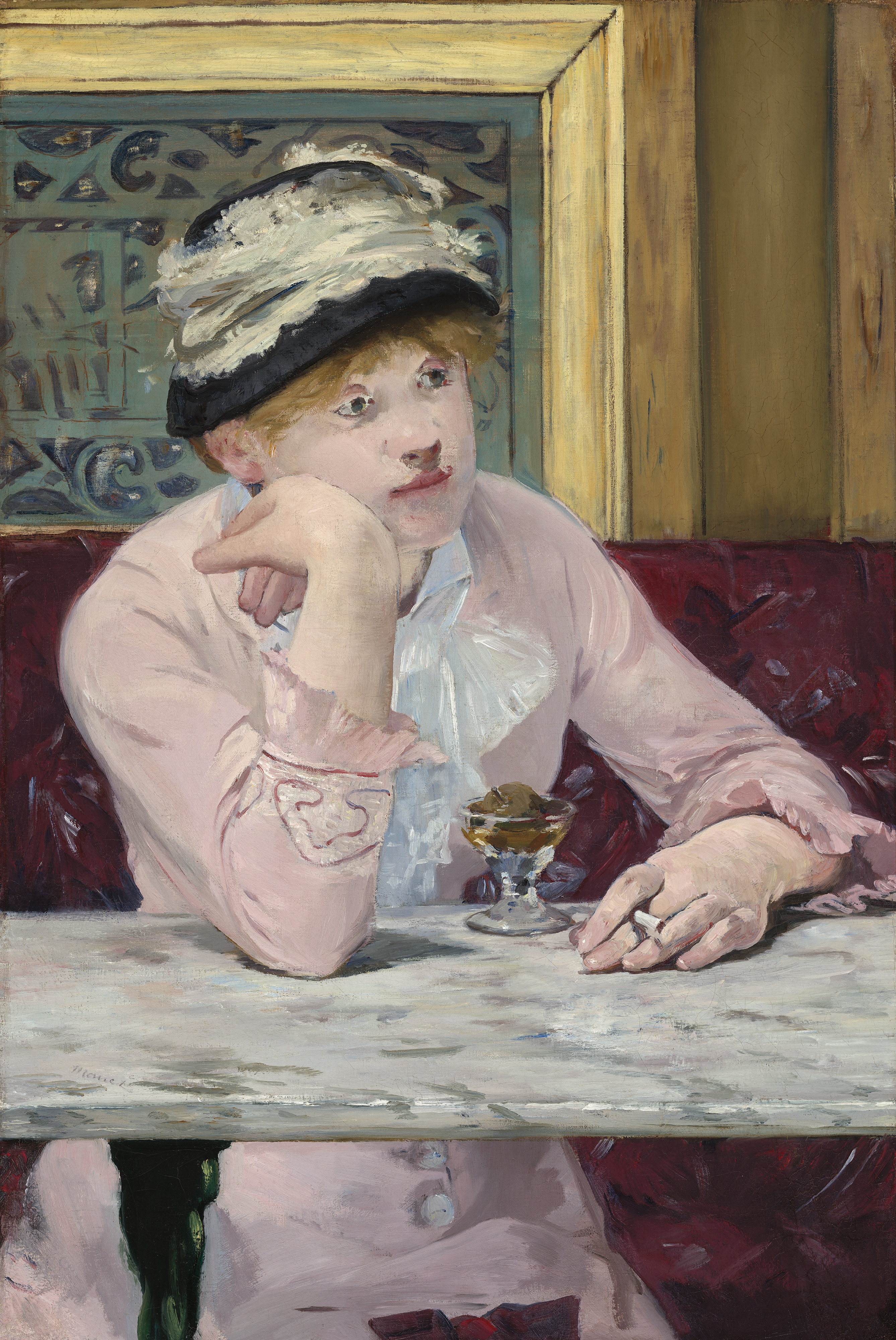
Édouard Manet (1832–1883), Plum, 1877, National Gallery of Art, Washington
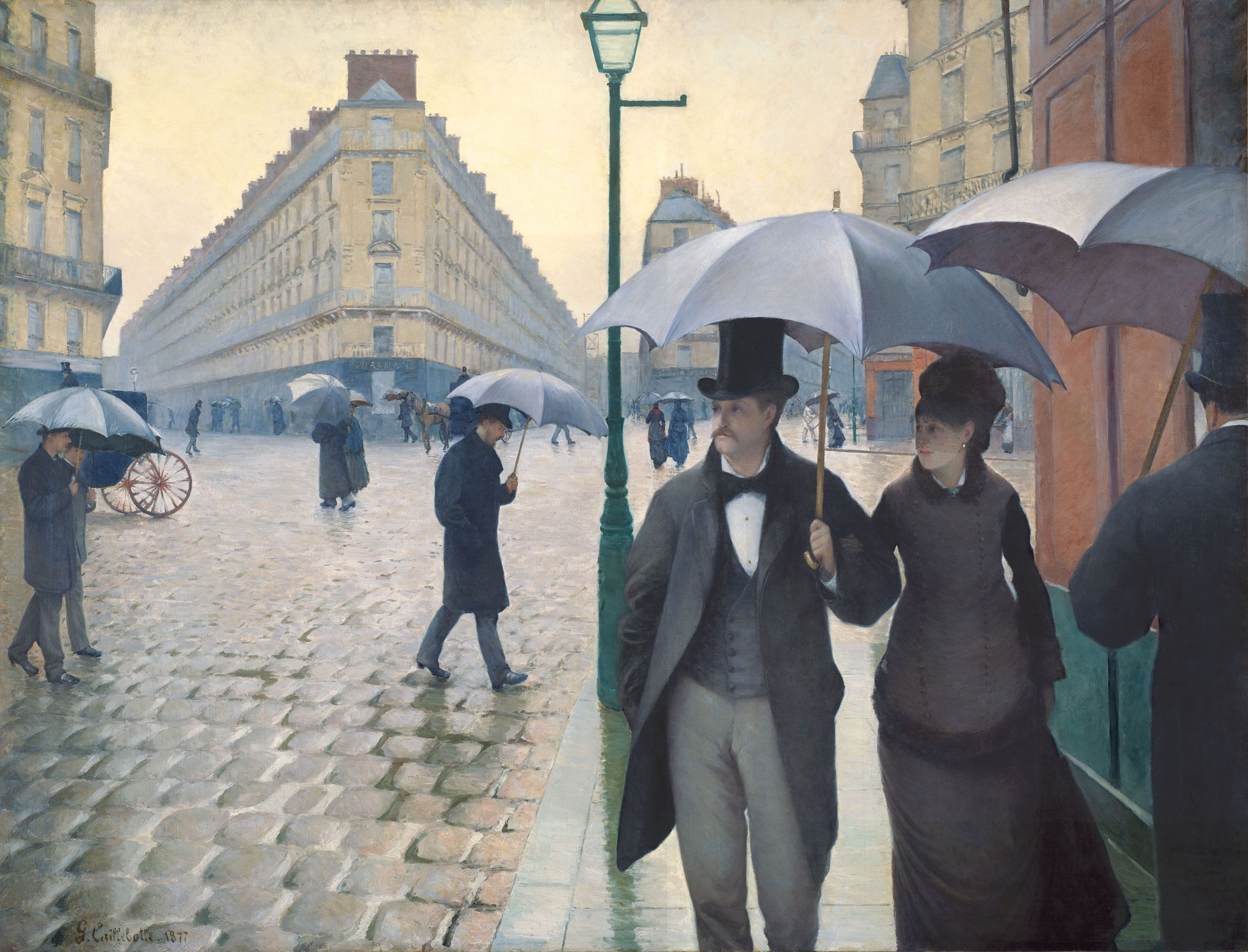
Gustave Caillebotte, (1848–1894), Strada di Parigi; giorno di pioggia, 1877, Art Institute of Chicago
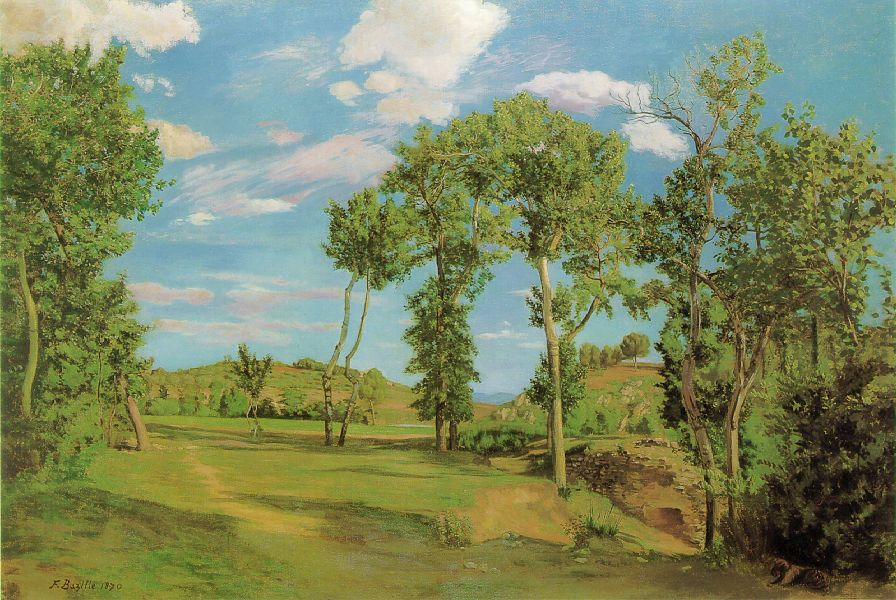
Frédéric Bazille (1841–1870), Paesaggio sulla riva di Lez, 1870, Minneapolis Institute of Arts